# Meliponinos
As abelhas sem ferrão (ASF), às vezes chamadas de abelhas indígenas ou simplesmente meliponinos, são um grande grupo de abelhas (de cerca de 462 a 552 espécies descritas), compreendendo a tribo Meliponini (ou subtribo Meliponina de acordo com outros autores). Pertencem à família Apidae (subfamília Apinae) e estão intimamente relacionadas às abelhas Apis (tribo Apini), às abelhas das orquídeas (tribo Euglossini) e às abelhas mamangavas (tribo Bombini). Essas quatro tribos de abelhas pertencem ao grupo monofilético das abelhas corbiculadas. Os meliponinos têm ferrões, mas eles são atrofiados e não podem ser usados para defesa, embora essas abelhas apresentem outros comportamentos e mecanismos de defesa. Os meliponinos não são o único tipo de abelhas incapazes de ferroar: todos os machos e muitas fêmeas de várias outras famílias, como Andrenidae e Megachilidae (tribo Dioxyini), também não podem ferrar.
Algumas abelhas sem ferrão têm mandíbulas poderosas e podem infligir mordidas dolorosas. Algumas espécies podem apresentar grandes glândulas mandibulares para a secreção de substâncias cáusticas de defesa, secretar odores desagradáveis ou usar materiais pegajosos para imobilizar os inimigos.
As principais abelhas produtoras de mel desse grupo geralmente pertencem aos gêneros Scaptotrigona, Tetragonisca, Melipona e Austroplebeia, embora existam outros gêneros com espécies que produzem algum mel utilizável. Elas são cultivadas na meliponicultura da mesma forma que as abelhas europeias (gênero Apis) são cultivadas na apicultura.
Em toda a Mesoamérica, os maias se dedicaram à meliponicultura extensiva em grande escala desde antes da chegada de Colombo. A meliponicultura desempenhou um papel significativo na sociedade maia, influenciando suas atividades sociais, econômicas e religiosas. A prática de manter abelhas sem ferrão em estruturas feitas pelo homem é predominante nas Américas, com exemplos notáveis em países como Brasil, Peru e México.

## Distribuição geográfica
As abelhas sem ferrão podem ser encontradas na maioria das regiões tropicais ou subtropicais do mundo, como o continente africano (região afrotropical), o sudeste da Ásia e a Austrália (região indo-malaia e australásica) e a América tropical (região neotropical).
A maioria das abelhas eussociais nativas da América Central e da América do Sul são ASF, embora apenas algumas delas produzam mel em uma escala que permita que sejam cultivadas por seres humanos. A região neotropical, com aproximadamente 426 espécies, apresenta a maior abundância e riqueza de espécies, variando de Cuba e México no norte até a Argentina no sul.
Elas também são bastante diversificadas na África, incluindo Madagascar, e também são cultivadas lá. Existem cerca de 36 espécies no continente. As regiões equatoriais abrigam a maior diversidade, com o deserto do Saara atuando como uma barreira natural ao norte. A distribuição se estende para o sul até a África do Sul e o sul de Madagascar, com a maioria das espécies africanas habitando florestas tropicais ou florestas tropicais e savanas.
O mel de meliponinos é considerado medicinal em muitas comunidades africanas, bem como na América do Sul. Algumas culturas usam o mel de ASF contra problemas digestivos, respiratórios, oculares e reprodutivos, embora sejam necessárias mais pesquisas para revelar evidências que apoiem essas práticas.
Na Ásia e na Austrália, aproximadamente 90 espécies de abelhas sem ferrão vão da Índia, a oeste, às Ilhas Salomão, a leste, e do Nepal, China (Yunnan, Hainan) e Taiwan, ao norte, à Austrália, ao sul.

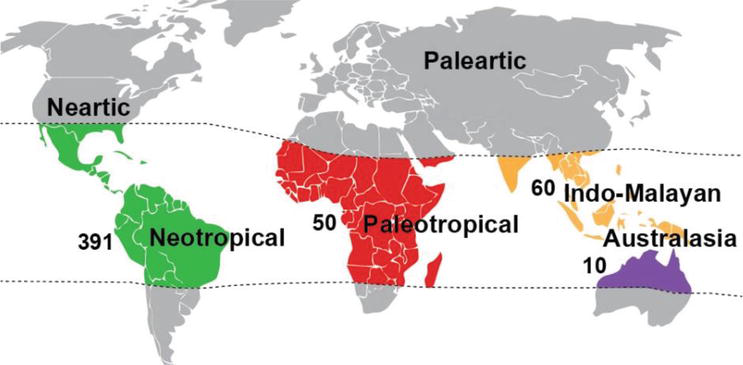
Distribuição geográfica das abelhas sem ferrão

### Origem e dispersão
As análises filogenéticas revelam três grupos distintos na história evolutiva dos Meliponini: as linhagens Afrotropical, Indo-Malaia/Australásia e Neotropical. A origem evolutiva dos Meliponini é neotropical. Estudos que observam a riqueza de espécies contemporâneas mostram que ela permanece mais alta nos neotrópicos.
A hipótese propõe a possível dispersão de abelhas sem ferrão do que hoje é a América do Norte. De acordo com esse cenário, essas abelhas teriam viajado para a Ásia cruzando o Estreito de Bering (rota de Beringia) e chegado à Europa através da Groenlândia (rota de Thulean).

## Comportamento, biologia e ecologia

### Visão geral
Os meliponinos, considerados insetos altamente eussociais, apresentam uma notável divisão de castas. As colônias geralmente consistem em uma rainha, operárias e, às vezes, zangões (machos). A rainha é responsável pela reprodução, enquanto as operárias realizam várias tarefas, como forrageamento, amamentação e defesa da colônia. Os indivíduos trabalham juntos com uma divisão de trabalho bem definida para o benefício geral.
As abelhas sem ferrão são polinizadores valiosos e contribuem para a saúde do ecossistema ao produzir produtos essenciais. Esses insetos coletam e armazenam mel, pólen, resina, própolis e cerume. O mel serve como sua principal fonte de carboidratos, enquanto o pólen fornece proteínas essenciais. A resina, o própolis e o cerume são usados na construção e manutenção dos ninhos.
O comportamento de nidificação varia entre as espécies e pode envolver troncos ocos de árvores, colmeias externas, o solo, ninhos de cupins ou até mesmo estruturas urbanas. Essa adaptabilidade ressalta sua resiliência e capacidade de coexistir com as atividades humanas.

### Castas

#### Operárias
Em uma colônia de ASF, as operárias constituem o segmento predominante da população, servindo como a principal força de trabalho da colônia. Elas assumem uma série de responsabilidades cruciais para o bem-estar da colônia, incluindo defesa, limpeza, manuseio de materiais de construção e coleta e processamento de alimentos. Reconhecidas pela corbícula - uma estrutura distinta em suas patas traseiras que se assemelha a uma pequena cesta - as operárias carregam com eficiência pólen, resina, argila e outros materiais coletados do ambiente. Devido à sua abundância e característica física única, as operárias desempenham um papel central na manutenção da colônia.

#### Rainhas
A principal camada de ovos nas colônias de ASF é a rainha, que se distingue das operárias por diferenças de tamanho e forma. As rainhas das abelhas sem ferrão - exceto no caso do gênero Melipona, em que rainhas e operárias recebem quantidades semelhantes de alimento e, portanto, exibem tamanhos semelhantes - são geralmente maiores e pesam mais do que as operárias (aproximadamente 2 a 6 vezes). Após o acasalamento, as rainhas meliponíneas passam por uma fisiogastria, desenvolvendo um abdômen distendido. Essa transformação física as diferencia das rainhas de abelhas melíferas, e até mesmo as rainhas de Melipona podem ser facilmente identificadas por seu abdômen aumentado após o acasalamento.
As colônias de abelhas sem ferrão normalmente seguem uma estrutura monogínica, apresentando uma única rainha que põe ovos. Uma exceção é observada nas colônias de Melipona bicolor, que geralmente são poligínicas (grandes populações podem ter até 5 rainhas fisogástricas envolvidas simultaneamente na oviposição). Dependendo da espécie, as rainhas podem colocar quantidades variadas de ovos diariamente, variando de uma dúzia (por exemplo, Plebeia julianii) a várias centenas (por exemplo, Trigona recursa). Embora as informações sobre a longevidade das rainhas sejam limitadas, os dados disponíveis sugerem que as rainhas geralmente vivem mais do que as operárias, com uma longevidade entre 1 e 3 anos, embora algumas rainhas possam viver até 7 anos.
A rainha poedeira assume a função crucial de produzir ovos que dão origem a todas as castas da colônia. Além disso, ela desempenha um papel fundamental na organização da colônia, supervisionando um sistema de comunicação complexo que depende principalmente do uso de feromônios.

#### Machos (zangões)
A principal função dos machos, ou zangões, é acasalar com as rainhas, realizando tarefas limitadas dentro do ninho e abandonando a colonia com cerca de 2 a 3 semanas de idade. A produção de machos pode variar, ocorrendo continuamente (de forma esparsa) ou em grandes surtos, quando vários zangões emergem dos favos de cria por breves períodos. A identificação de um macho pode ser desafiadora devido ao seu tamanho corporal semelhante ao das operárias, mas é possível notar características distintivas como a ausência de corbícula, olhos maiores, mandíbulas ligeiramente menores, antenas ligeiramente mais longas e em forma de V e, muitas vezes, uma cor de rosto mais clara. Grupos de machos, que chegam a centenas, podem ser observados fora das colônias, aguardando a oportunidade de acasalar com rainhas virgens.
Os machos em uma colônia de abelhas sem ferrão, produzidos principalmente pela rainha poedeira ou principalmente pelas operárias, desempenham um papel importante na reprodução. As operárias podem produzir machos colocando ovos não fertilizados, o que é possível graças ao sistema de haplodiploidia, em que os machos são haploides, com apenas um conjunto de cromossomos, enquanto as operárias são diploides e incapazes de produzir ovos femininos devido à sua incapacidade de acasalar. Esse sistema de determinação do sexo é comum a todos os himenópteros.

#### Sentinelas
Embora a existência de uma casta de sentinelas seja bem conhecida em formigas e cupins, o fenômeno era desconhecido entre as abelhas até 2012, quando se descobriu que algumas abelhas sem ferrão tinham uma casta semelhante de especialistas defensivos que ajudam a proteger a entrada do ninho contra intrusos. Até o momento, pelo menos 10 espécies foram documentadas como possuidoras desses "soldados", incluindo Tetragonisca angustula, T. fiebrigi e Frieseomelitta longipes, com os guardas não apenas maiores, mas também, às vezes, com uma cor diferente das operárias comuns.

### Divisão de trabalho
Quando as abelhas operárias jovens emergem de suas células, elas tendem a permanecer inicialmente dentro da colmeia, realizando diferentes trabalhos. À medida que as operárias envelhecem, elas se tornam guardas ou forrageiras. Diferentemente das larvas das abelhas melíferas e de muitas vespas sociais, as larvas de meliponinos não são ativamente alimentadas pelos adultos (provisionamento progressivo). O pólen e o néctar são colocados em uma célula, dentro da qual um ovo é posto, e a célula é selada até que a abelha adulta emerja após a pupação (provisionamento em massa).
Em um dado momento, as colmeias podem conter de 300 a mais de 100.000 operárias (alguns autores afirmam calcular mais de 150.000 operárias, mas sem explicação metodológica), dependendo da espécie.

### Produtos e materiais
A natureza industriosa das abelhas sem ferrão se estende às suas atividades de construção. Ao contrário das abelhas melíferas, elas não usam cera pura para construção, mas a combinam com resina para criar cerume, um material empregado na construção de estruturas de ninhos, como células de cria, potes de alimento e o involucro protetor. A cera é secretada pelas abelhas jovens por meio de glândulas localizadas na parte superior do abdômen, e essa mistura não apenas fornece resistência estrutural, mas também oferece propriedades antimicrobianas, inibindo o crescimento de fungos e bactérias. A criação do batume envolve a combinação do cerume com resina adicional, lama, material vegetal e, às vezes, até fezes de animais. O batume, um material mais resistente, forma camadas protetoras que cobrem as paredes do espaço de nidificação, garantindo a segurança da colônia.
Por outro lado, a argila, proveniente da natureza e exibindo diversas cores com base em sua origem mineral, serve como outra matéria-prima essencial para as ASF. Embora possa ser usada em sua forma pura, é mais comum combinar a argila com resinas vegetais para produzir geoprópolis. A inclusão de argila nessa mistura aumenta a durabilidade e a integridade estrutural da substância resultante.
A resina vegetal, coletada de uma variedade de espécies de plantas na natureza, é uma matéria-prima essencial trazida de volta à colmeia. Armazenada em pequenos aglomerados pegajosos nas áreas periféricas da colônia, ela é muitas vezes tratada erroneamente como sinônimo de própolis. No entanto, na terminologia apícola, a própolis se refere a uma mistura de resina, cera, enzimas e possivelmente outras substâncias. As abelhas sem ferrão vão além da própolis clássica, produzindo vários derivados de resinas e cera, às vezes usando resinas puras para vedação ou defesa, um comportamento não observado nas abelhas Apis. Compreender essas distinções é vital para a produção eficaz e a agregação de valor à atividade de meliponicultura.

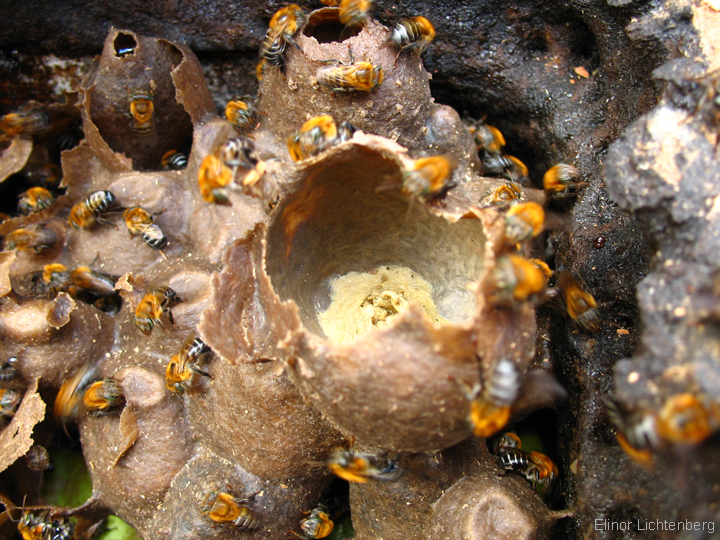
Potes de pólen construídos por Melipona scutellaris

O mel, um produto valioso das colônias de abelhas, é produzido por meio do processamento de néctares, meladas e sucos de frutas pelas abelhas operárias. Elas armazenam essas substâncias coletadas em uma extensão de seu intestino chamada de papo. De volta à colméia, as abelhas amadurecem ou desidratam as gotículas de néctar girando-as dentro de suas peças bucais até que o mel seja formado. O amadurecimento concentra o néctar e aumenta o teor de açúcar, embora não seja tão concentrado quanto o mel da Apis mellifera. Armazenado em potes de alimentos, o mel dos meliponinos é frequentemente chamado de mel de pote devido ao seu método de armazenamento diferenciado. Os meles de abelhas sem ferrão diferem do mel de A. mellifera em termos de cor, textura e sabor, sendo mais líquidos e com maior teor de água. Rica em minerais, aminoácidos e compostos flavonoides, a composição do mel varia entre as colônias da mesma espécie, influenciada por fatores como estação do ano, habitat e recursos coletados.

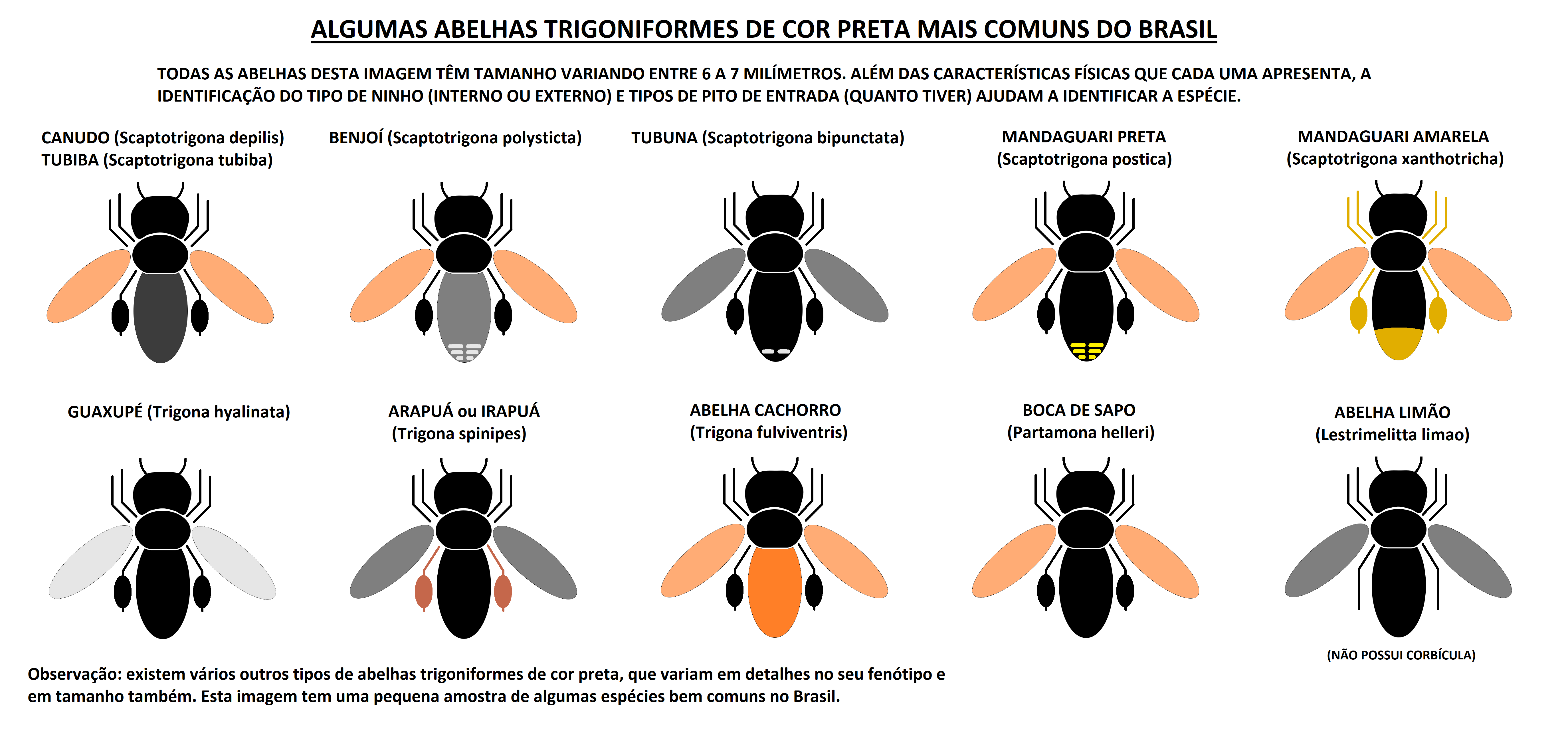
Existem diversas espécies de "abelhas pretas" da tribo Meliponini. Na imagem há uma amostra das mais comuns encontradas no Brasil e suas respectivas diferenças visuais

Métodos especiais estão sendo desenvolvidos para colher quantidades moderadas de mel de abelhas sem ferrão nessas áreas sem causar danos. Para a produção de mel, as abelhas precisam ser mantidas em uma caixa especialmente projetada para tornar as reservas acessíveis sem danificar o restante da estrutura do ninho. Alguns projetos recentes de caixas para produção de mel oferecem um compartimento separado, de modo que os potes possam ser removidos sem derramar mel em outras áreas do ninho. Diferentemente de uma colmeia de abelhas comerciais, que pode produzir 75 kg de mel por ano, uma colmeia de ASF sem ferrão produz menos de 1 kg. O mel das abelhas sem ferrão tem um sabor característico silvestre - uma mistura de doce e azedo com um toque de fruta. O sabor vem das resinas vegetais - que as abelhas usam para construir suas colmeias e potes de mel - e varia em diferentes épocas do ano, dependendo das flores e árvores visitadas.
Em 2020, pesquisadores da Universidade de Queensland descobriram que algumas espécies de abelhas sem ferrão na Austrália, Malásia e Brasil produzem mel com trealulose - um açúcar com índice glicêmico (IG) excepcionalmente baixo em comparação com o da glicose e da frutose, os principais açúcares que compõem o mel convencional. Esse mel com baixo índice glicêmico é benéfico para os seres humanos porque seu consumo não causa picos de açúcar no sangue, forçando o corpo a produzir mais insulina em resposta. O mel com trealulose também é benéfico, pois esse açúcar não alimenta as bactérias produtoras de ácido láctico que causam cáries dentárias. As descobertas da universidade corroboraram as alegações de longa data dos povos indígenas australianos de que o mel nativo é benéfico para a saúde humana. Esse tipo de mel é cientificamente comprovado como tendo valor terapêutico também para os seres humanos.

### Ninho

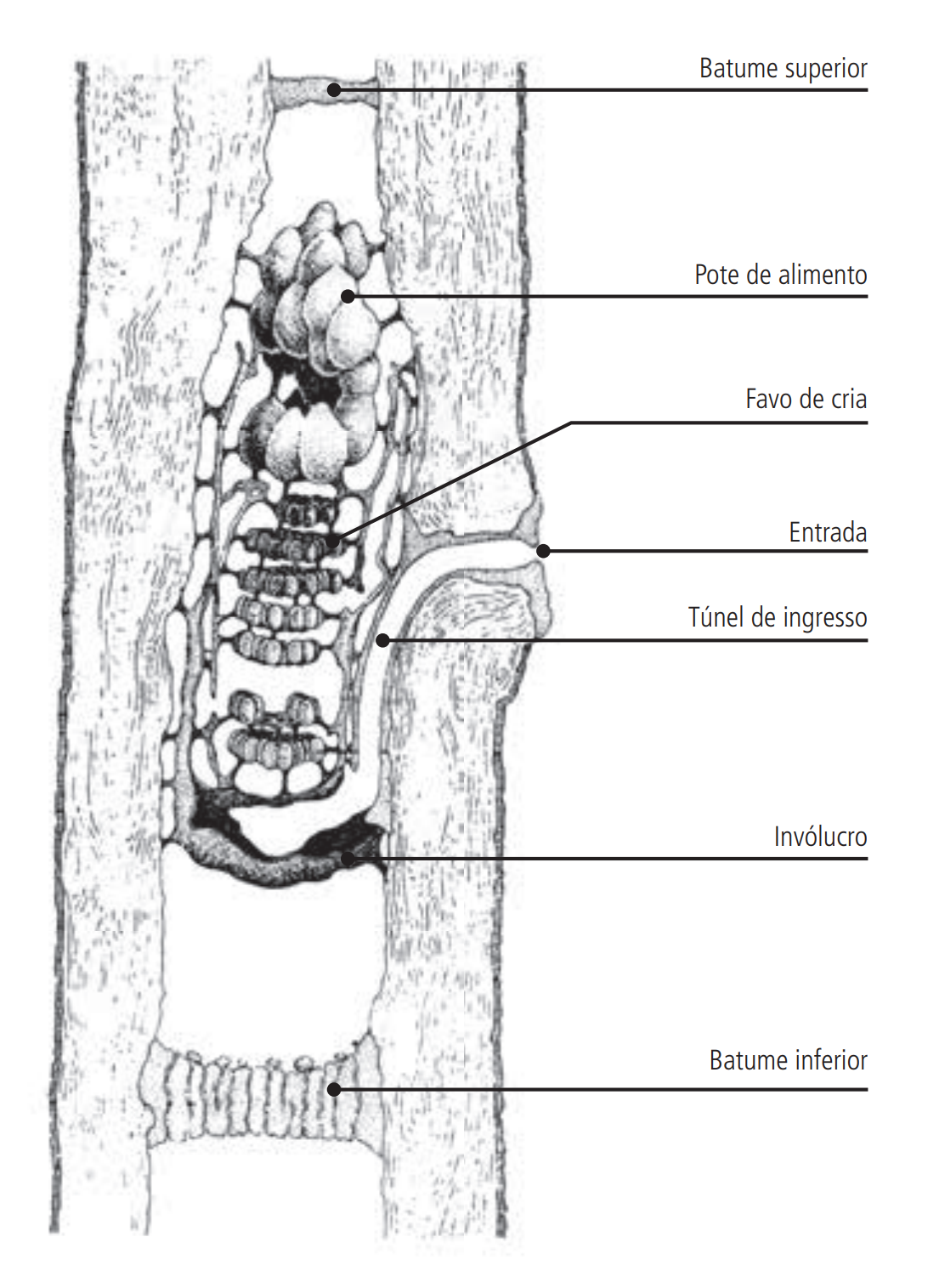
Principais elementos gerais das colônias de ninhos de cavidade de abelhas sem ferrão

As abelhas sem ferrão apresentam notável adaptabilidade a diversos locais de nidificação. Elas podem ser encontradas em ninhos expostos em árvores, em ninhos de formigas e cupins acima e abaixo do solo, em cavidades em árvores, troncos, galhos, pedras ou até mesmo em construções humanas.
Muitos apicultores mantêm as abelhas em sua colmeia original de troncos ou as transferem para uma caixa de madeira, pois isso facilita o controle da colmeia. Alguns apicultores as colocam em bambus, vasos de flores, cascas de coco e outros recipientes de reciclagem, como uma jarra de água, um violão quebrado e outros recipientes seguros e fechados.

#### Ninhos expostos

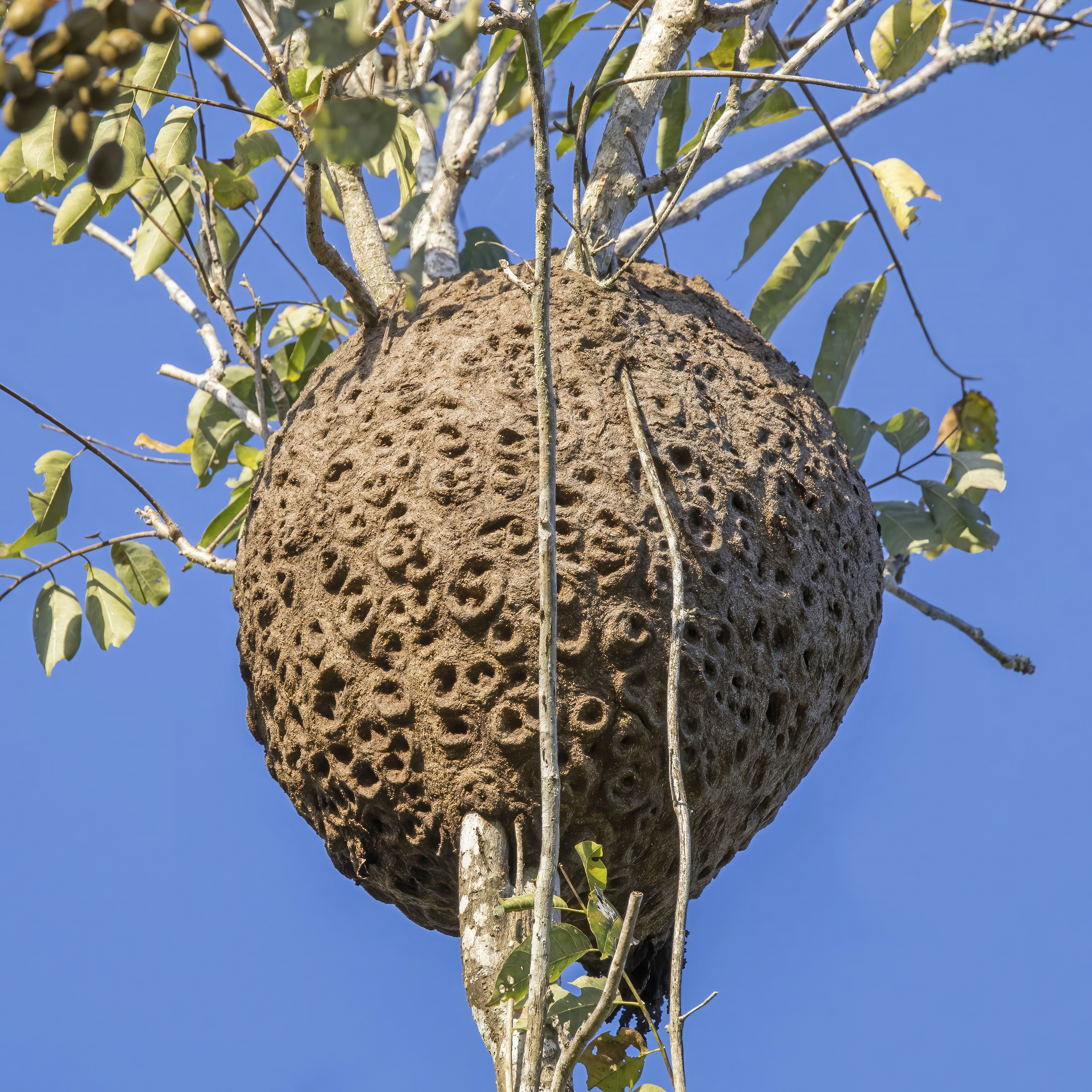
Ninho exposto de Trigona sp. em uma forquilha de árvore perto de Flores, Guatemala.

Notavelmente, algumas espécies, como a Dactylurina africana, constroem ninhos suspensos na parte inferior de grandes galhos para proteção contra condições climáticas adversas. Além disso, algumas espécies americanas de Trigona, incluindo T. corvina, T. spinipes e T. nigerrima, bem como Tetragonisca weyrauchi, constroem ninhos totalmente expostos.

#### Ninhos no solo

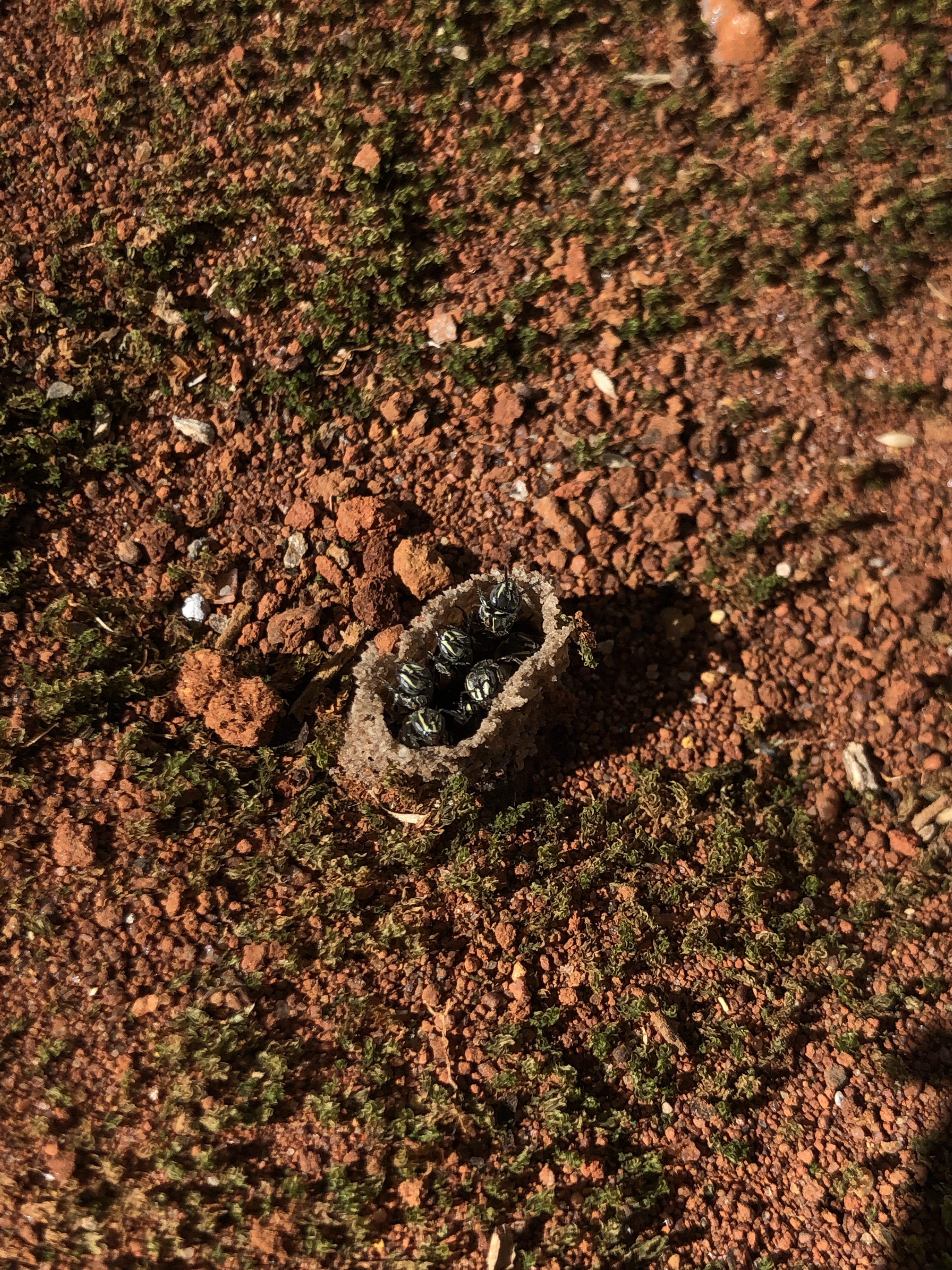
Ninho terrestre de Paratrigona sp. em Brasília, Brasil.

Uma minoria significativa de espécies de meliponinos, pertencentes a gêneros como Camargoia, Geotrigona, Melipona, Mourella, Nogueirapis, Paratrigona, Partamona, Schwarziana e outros, optam por ninhos no solo. Essas espécies aproveitam as cavidades no solo, muitas vezes utilizando ninhos abandonados de formigas, cupins ou roedores. Ao contrário de algumas outras abelhas que fazem ninhos em cavidades, as abelhas sem ferrão dessa categoria não escavam suas próprias cavidades, mas podem ampliar as já existentes.

#### Ninhos compartilhados de cupins e formigas
Diversas espécies de abelhas sem ferrão evoluíram para coexistir com cupins. Elas habitam partes de ninhos de formigas ou cupins, tanto acima quanto abaixo do solo. Esses ninhos são frequentemente associados a várias espécies de formigas, como Azteca, Camponotus ou Crematogaster, e espécies de cupins como Nasutitermes, Constrictotermes, Macrotermes, Microcerotermes, Odontotermes ou Pseudocanthotermes. Essa estratégia permite que as ASF utilizem cavidades preexistentes sem a necessidade de escavação extensa.

#### Ninhos em cavidades
A maioria das abelhas sem ferrão prefere fazer ninhos em cavidades preexistentes em troncos ou galhos de árvores. As alturas dos ninhos variam, com algumas colônias posicionadas próximas ao solo, normalmente abaixo de 5 metros, enquanto outras, como Trigona e Oxytrigona, podem fazer ninhos em altitudes mais elevadas, variando de 10 a 25 metros. Algumas espécies, como a Melipona nigra, apresentam hábitos de nidificação exclusivos no pé de uma árvore em cavidades de raízes ou entre raízes. A escolha da altura do ninho tem implicações para a pressão de predação e o microclima vivenciado pela colônia.
A maioria das espécies de abelhas sem ferrão apresenta uma preferência não específica quando se trata de selecionar espécies de árvores para fazer o ninho. Em vez disso, elas exploram de forma oportunista qualquer local de nidificação disponível. Essa adaptabilidade ressalta a versatilidade das abelhas sem ferrão em se adaptar a vários ambientes arbóreos. Além disso, as espécies que fazem ninhos em cavidades podem utilizar de forma oportunista as construções humanas, fazendo ninhos sob telhados, em espaços ocos nas paredes, caixas de eletricidade ou até mesmo em tubos de metal. Em alguns casos, espécies específicas de árvores, como a Caryocar brasiliense (pequi), podem ser preferidas por certas espécies de abelhas sem ferrão (Melipona quadrifasciata), ilustrando um grau de seletividade nas escolhas de nidificação entre diferentes grupos.

### Entradas
Os tubos de entrada apresentam um espectro de características, desde duros e quebradiços até macios e flexíveis. Em muitas situações, a parte próxima à abertura permanece macia e flexível, ajudando os trabalhadores a vedar a entrada durante a noite. Os tubos também podem apresentar perfurações e um revestimento de gotículas de resina, o que aumenta a complexidade de seu design.
As entradas servem como pontos de referência visuais essenciais para as abelhas que retornam e, muitas vezes, são as primeiras estruturas construídas em um novo local de ninho. A diversidade no tamanho da entrada influencia o tráfego de forrageamento, com entradas maiores facilitando o tráfego mais suave, mas potencialmente necessitando de mais guardas de entrada para garantir a defesa adequada.

Algumas espécies de Partamona apresentam uma arquitetura de entrada distinta, onde as operárias de P. helleri constroem uma grande entrada externa de lama que leva a uma entrada adjacente menor. Esse design exclusivo permite que as campeiras entrem em alta velocidade, saltando do teto da entrada externa em direção à entrada interna menor. A aparência peculiar dessa entrada deu origem a nomes locais, como "boca de sapo", destacando as adaptações intrigantes encontradas nas entradas dos ninhos de abelhas sem ferrão.

Entradas de ninhos de diferentes espécies de abelhas sem ferrão brasileiras
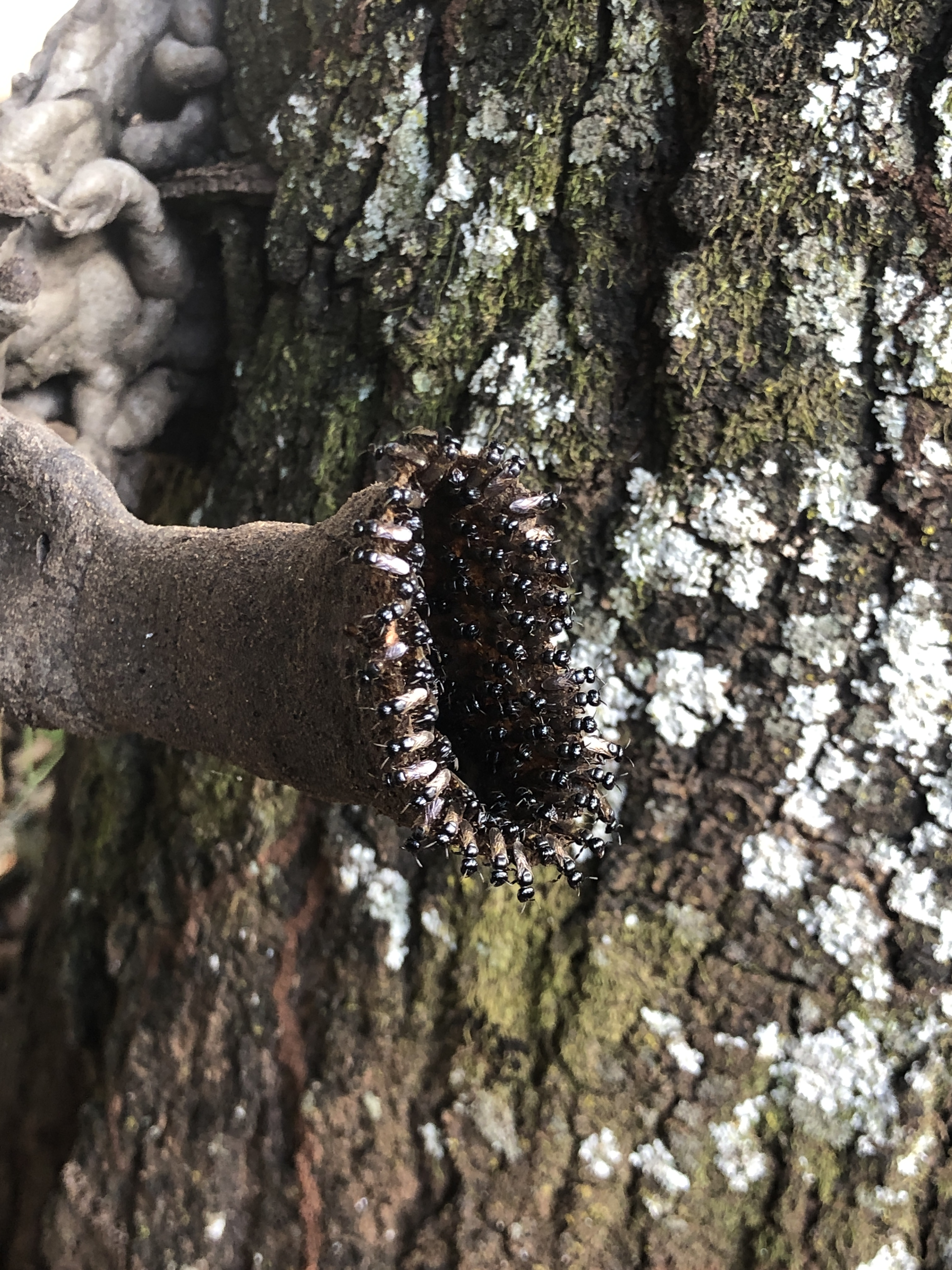
Lestrimelitta limao
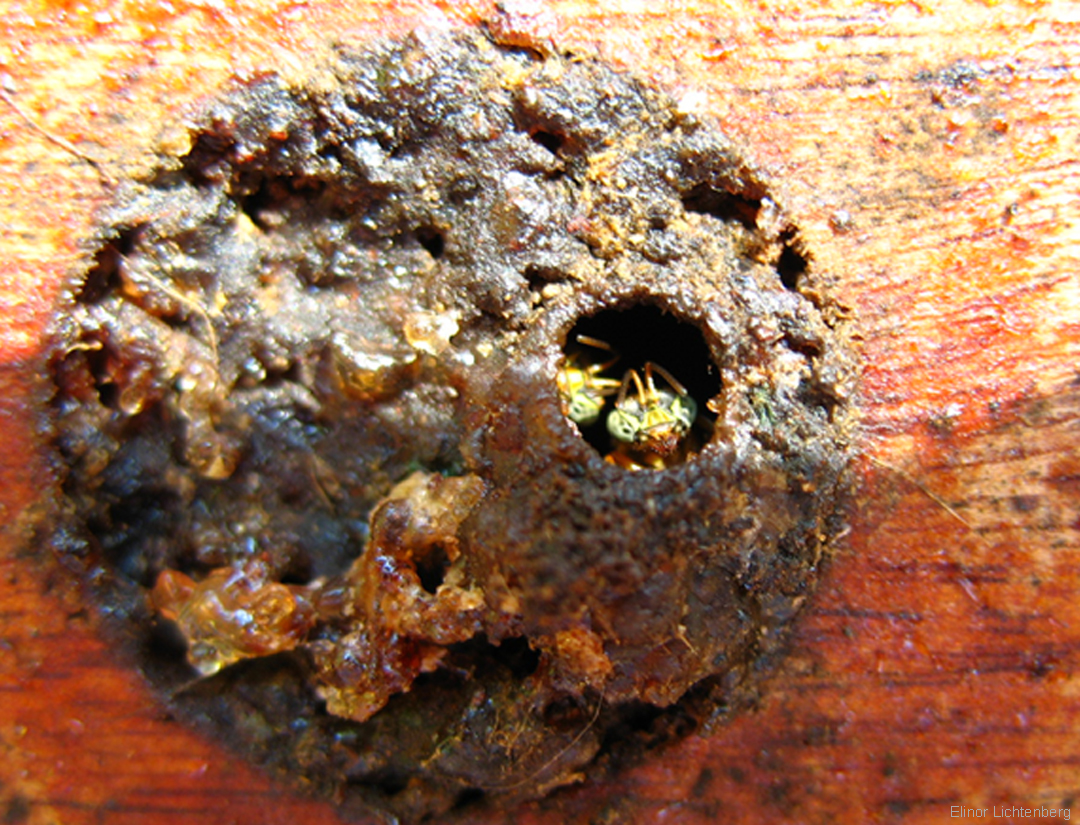
Frieseomelitta varia
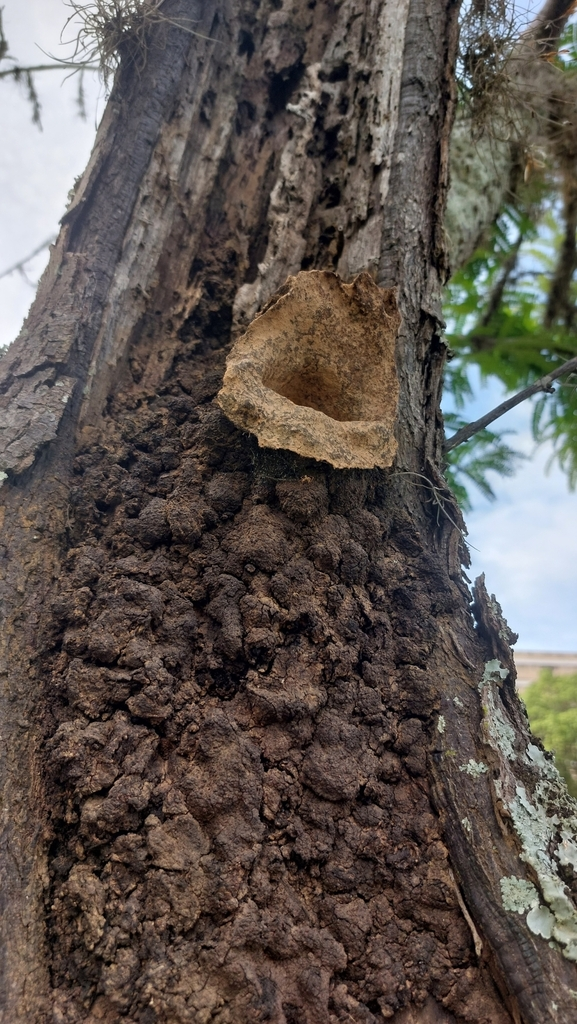
Partamona helleri
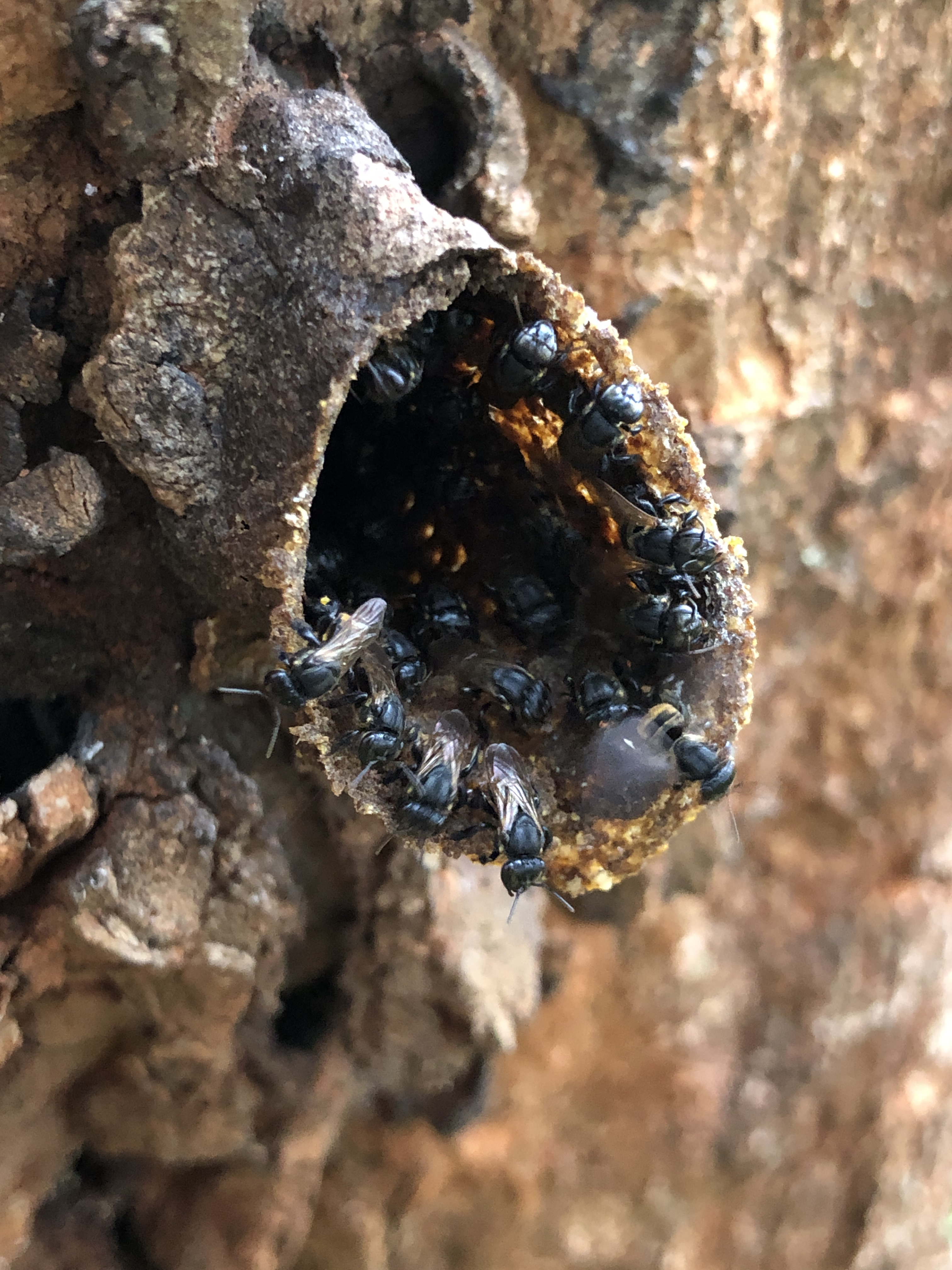
Scaptotrigona postica
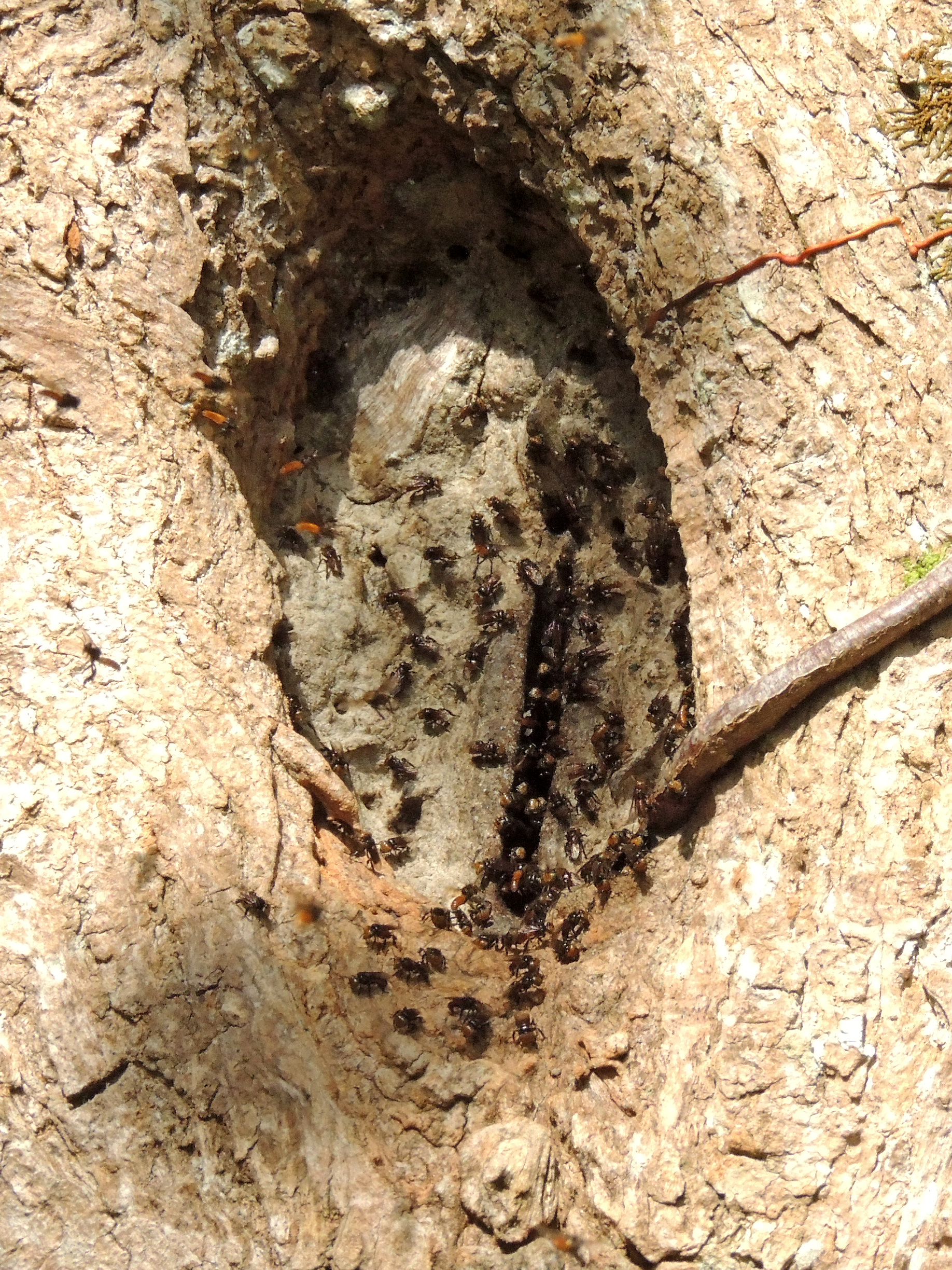
Oxytrigona tataira
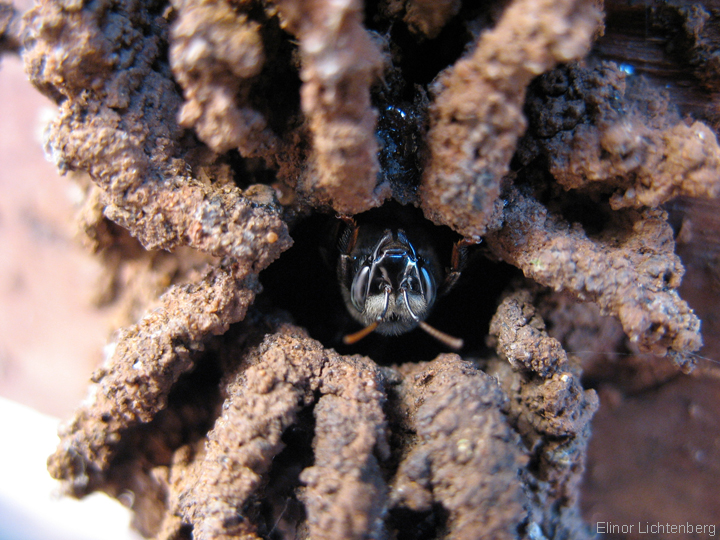
Melipona quadrifasciata
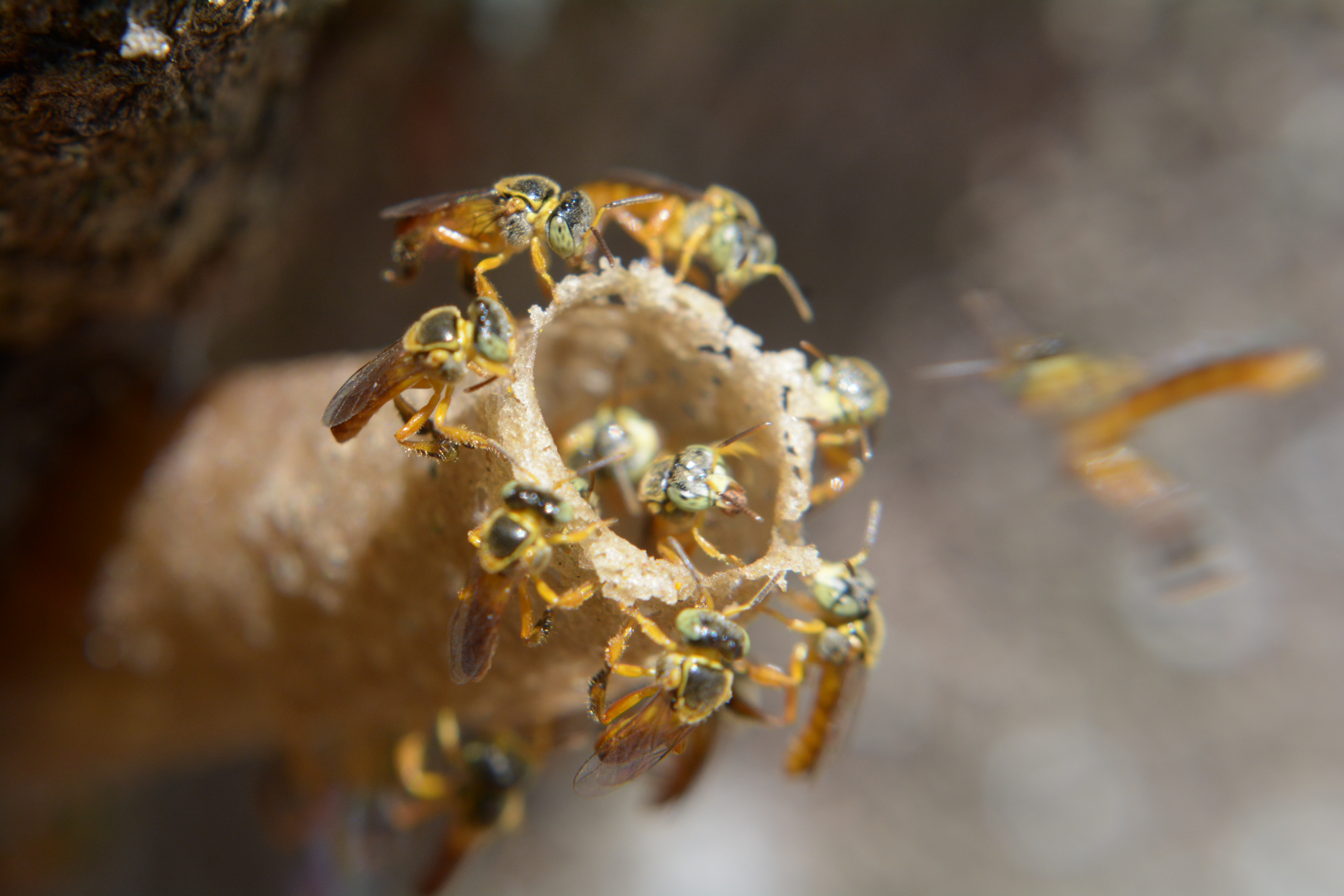
Tetragonisca angustula
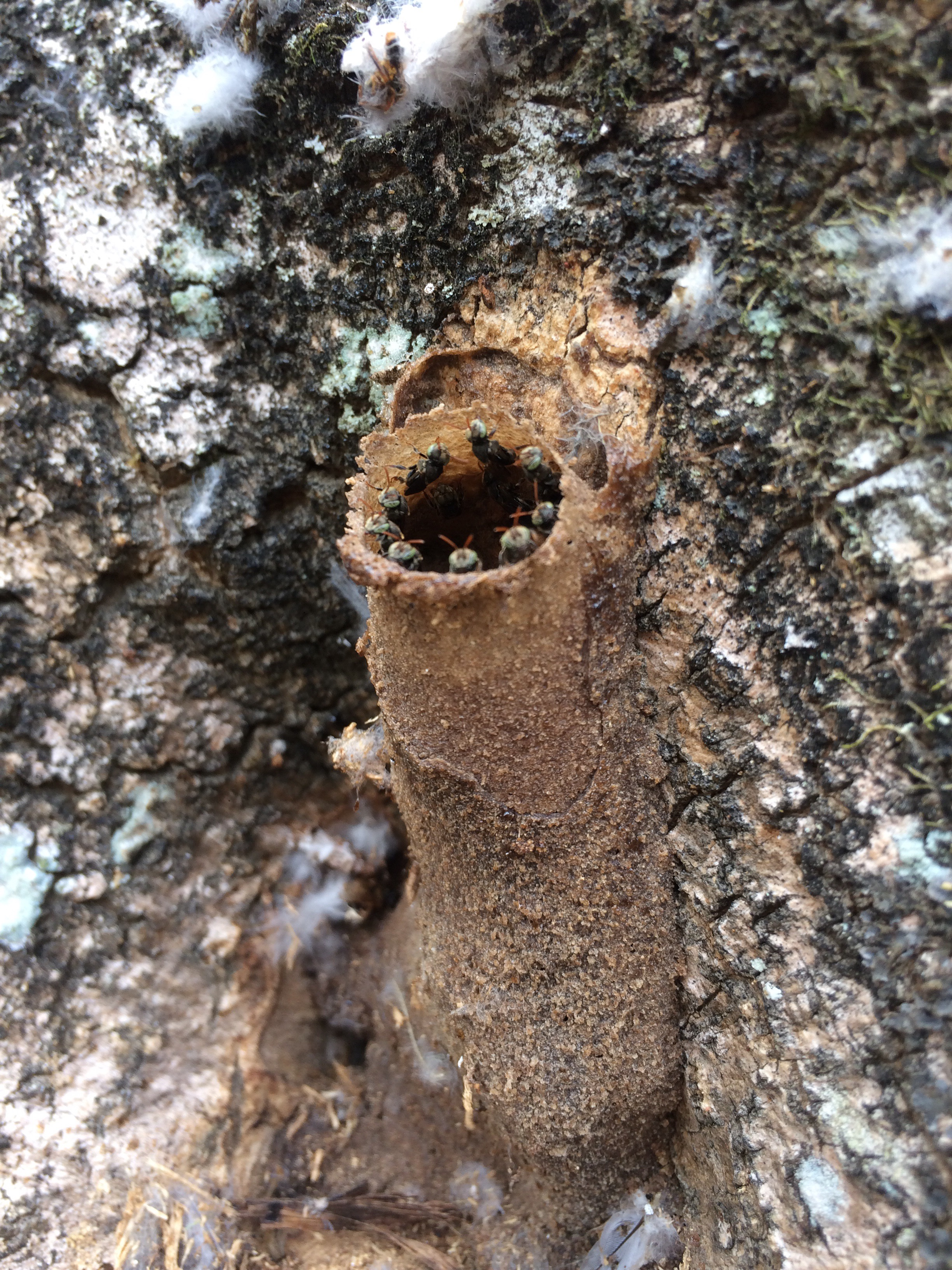
Nannotrigona testaceicornis

### Arranjo das células de cria

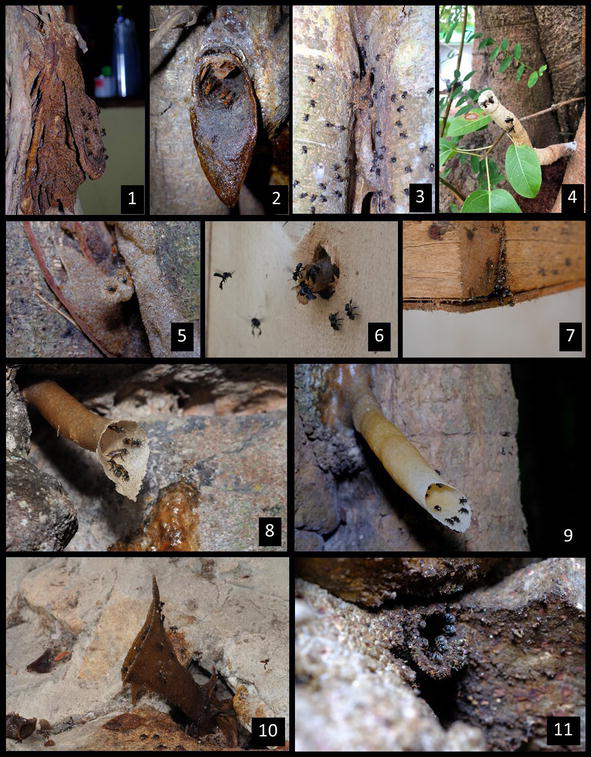
Variação do tubo de entrada em algumas espécies nativas de abelhas sem ferrão encontradas no sudeste da Ásia: (1) Geniotrigona thoracica, (2) Homotrigona fimbriata, (3) Lophotrigona canifrons, (4) Tetragonilla collina, (5) Pariotrigona klossi, (6) Heterotrigona itama, (7) Tetragonula fuscobalteata, (8) Lepidotriogona terminata, (9) Tetrigona melanoleuca, (10) Tetrigona apicalis e (11) Tetragonula pagdeni.

As colônias de abelhas sem ferrão exibem uma diversidade de padrões de construção de células de cria, compostas principalmente de cerume, uma mistura de cera e resina. Cada célula criada é projetada para criar uma única abelha individual, enfatizando a precisão e a eficiência da arquitetura do ninho.
A quantidade de células de cria em um ninho apresenta uma variação significativa entre as diferentes espécies de abelhas sem ferrão. O tamanho do ninho pode variar de algumas células de cria, como observado na Lisotrigona carpenteri asiática, até colônias notavelmente expansivas com mais de 80.000 células de cria, particularmente em algumas espécies de Trigona americanas.
As colônias de meliponinos exibem diversos arranjos de células de cria, categorizados principalmente em três tipos principais: discos horizontais, torres verticais e células em cachos. Apesar desses tipos primários, existe variações e formas intermediárias, contribuindo para a flexibilidade das estruturas dos ninhos.
O primeiro tipo envolve pentes horizontais, geralmente caracterizados por um padrão em espiral ou camadas de células. A presença de espirais pode não ser consistente dentro de uma espécie, variando entre colônias ou até mesmo dentro da mesma colônia. Algumas espécies, como Melipona, Plebeia, Plebeina, Nannotrigona, Trigona e Tetragona, podem ocasionalmente construir espirais junto com outras estruturas de favo, como observado em Oxytrigona mellicolor. Quando o espaço para a construção ascendente diminui, as operárias iniciam a criação de um novo favo no fundo da câmara de cria. Essa abordagem inovadora otimiza o espaço disponível quando as abelhas emergentes desocupam os favos de cria mais antigos e inferiores.

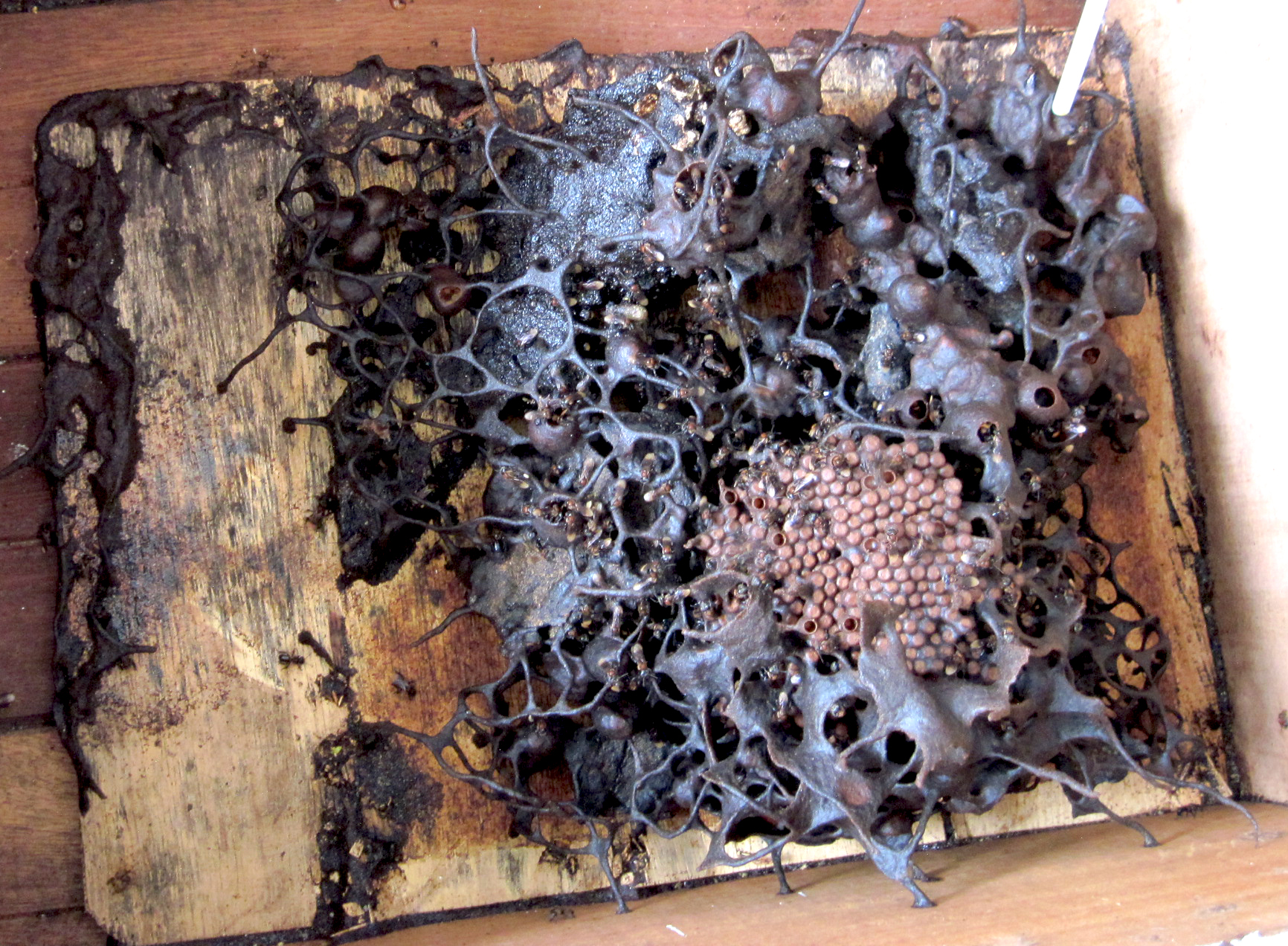
Caixa de colmeia contendo colônia de Heterotrigona itama.

O segundo arranjo mais predominante de células de cria envolve grupos de células mantidas juntas com conexões finas de cerume. Esse estilo agrupado é observado em vários gêneros distantemente relacionados, como os americanos Trigonisca, Frieseomelitta, Leurotrigona, o australiano Austroplebeia e o africano Hypotrigona. Esse arranjo é particularmente útil para colônias em cavidades irregulares inadequadas para a construção de favos tradicionais.
A construção de favos verticais é uma característica distinta encontrada em apenas duas espécies de abelhas sem ferrão: a Dactylurina africana e a Scaura longula americana. Esse arranjo vertical diferencia essas espécies das estruturas de favo horizontais mais comumente observadas em outros gêneros de abelhas sem ferrão.

### Postura de crias
A postura de crias de abelhas sem ferrão é um processo sofisticado e intrincadamente coordenado que envolve várias tarefas executadas por abelhas operárias, em estreita sincronia com as atividades da rainha. A sequência começa com a conclusão de uma nova célula de cria, marcando o início do provisionamento em massa.
Ao terminar uma célula de cria, várias operárias se envolvem no provisionamento em massa, regurgitando alimento larval na célula. Esse esforço coletivo é rapidamente seguido pela rainha que coloca seu ovo sobre o alimento larval fornecido. A vedação imediata da célula ocorre logo em seguida, culminando essa importante fase do processo de criação da ninhada.
A prática de abastecimento em massa, oviposição e vedação da célula é considerada uma característica ancestral, compartilhada com vespas e abelhas solitárias. Entretanto, no contexto das abelhas sem ferrão, essas ações representam estágios distintos de um processo social altamente integrado. Notavelmente, a rainha desempenha um papel central na orquestração dessas atividades, atuando como um marcapasso para toda a colônia.
Esse processo diverge significativamente da criação de crias em Apis spp. Nas colônias de abelhas, as rainhas põem ovos em células vazias reutilizáveis, que são então progressivamente provisionadas durante vários dias antes da vedação final. As abordagens contrastantes na criação de crias destacam as dinâmicas e adaptações sociais exclusivas das colônias de abelhas sem ferrão.

### Enxameação
As abelhas sem ferrão e as abelhas melíferas, apesar de encontrarem um desafio comum no estabelecimento de colônias filhas, empregam estratégias contrastantes. Há três diferenças principais: status reprodutivo e idade da rainha que deixa o ninho, aspectos temporais da fundação da colônia e processos de comunicação para a seleção do local do ninho.
Na abelha europeia (Apis mellifera), a rainha-mãe, acompanhada por um enxame de numerosas operárias, embarca na mudança para um novo lar depois que as rainhas substitutas são criadas. Por outro lado, nas ASF (meliponinos), a partida é orquestrada pela rainha não acasalada ("virgem"), deixando a rainha-mãe no ninho original. As abelhas sem ferrão acasaladas não podem deixar a colmeia devido às asas danificadas e ao aumento do tamanho do abdômen após o acasalamento (fisogastrismo). O peso da rainha em espécies como a Scaptotrigona postica aumenta, por exemplo, cerca de 250%.
Ao contrário das abelhas melíferas, as colônias de abelhas sem ferrão são incapazes de realizar a fuga - um termo que denota o abandono do ninho e a migração para um novo local - tornando-as dependentes de estratégias alternativas para lidar com os desafios. Os meliponinos progressivos encontraram novas colônias sem abandonar seu ninho abruptamente.
Estes são os estágios da enxameação das abelhas sem ferrão:
- Reconhecimento e preparação: as campeiras batedoras inspecionam os possíveis novos locais de nidificação quanto à adequação, considerando fatores como tamanho da cavidade, características da entrada e possíveis ameaças. Os critérios para determinar a adequação permanecem amplamente inexplorados. Algumas colônias se envolvem na preparação simultânea de várias cavidades antes de tomar uma decisão final e algumas outras fazem o reconhecimento inicial, mas não se movem para a cavidade;
- Transporte de material de construção e alimentos: as operárias vedam as rachaduras na cavidade escolhida usando materiais como resina, betume ou lama. Elas constroem um tubo de entrada, possivelmente servindo como um sinalizador visual para as operárias companheiras de ninho. Os primeiros potes de alimento são construídos e preenchidos com mel, exigindo um número crescente de operárias para transportar cerume e mel do ninho-mãe.
- Estabelecimento progressivo e vínculo social: a colônia mãe e a colônia filha mantêm um vínculo social por meio de operárias que viajam entre os dois ninhos. A duração desse vínculo varia entre as espécies, indo de alguns dias a vários meses. As colônias de abelhas sem ferrão demonstram preferência por cavidades usadas anteriormente por outras colônias, contendo restos de material de construção e estruturas de ninhos.
- Chegada da rainha: após os preparativos iniciais, uma rainha não acasalada, acompanhada de outras operárias, chega ao novo local do ninho.
- Chegada dos zangões: os machos (zangões) se agregam fora do ninho recém-estabelecido. Eles geralmente chegam logo após o início da enxameação, mesmo antes da conclusão das estruturas do ninho. Os machos podem ser observados perto da entrada, aguardando outros eventos.
- Voo de acasalamento: os machos em agregações não entram na colônia, mas aguardam o surgimento da rainha para um voo de acasalamento. Embora raramente observadas, presume-se que as rainhas de abelhas sem ferrão não acasaladas embarcam em um único voo de acasalamento, utilizando o esperma adquirido durante toda a sua vida reprodutiva.

### Inimigos naturais
Na meliponicultura, os meliponicultores precisam estar cientes da presença de animais que podem prejudicar as colônias de abelhas sem ferrão. Há vários inimigos em potencial, mas os mais prejudiciais aos meliponários estão listados abaixo.

#### Invertebrados

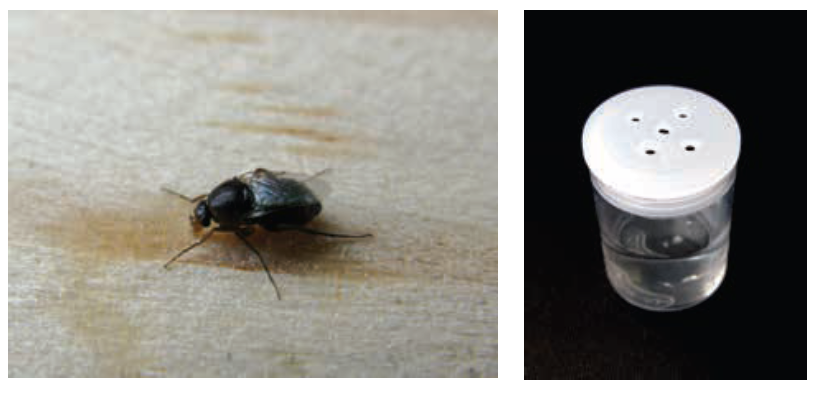
Forídeo e armadilha de vinagre

Os forídeos (moscas do gênero Pseudohypocera) representam uma ameaça significativa para as colônias de abelhas sem ferrão, causando problemas para os meliponicultores. Esses parasitas põem ovos em células abertas de pólen e mel, levando a uma possível extinção se não forem tratados. A detecção precoce é crucial para a remoção manual ou o uso de armadilhas de vinagre. É importante nunca deixar uma caixa infestada sem supervisão para impedir que o ciclo se reinicie e evitar a contaminação de outras colônias. O manuseio cuidadoso dos potes de alimentos, especialmente durante as transferências de enxames, é essencial. Recomenda-se a remoção imediata dos frascos quebrados, a vedação das lacunas com cera ou fita adesiva e a manutenção da vigilância durante a estação chuvosa para evitar o aumento da atividade dos forídeos. O combate a essas moscas geralmente é uma prioridade, principalmente durante os períodos de maior reprodução.
Os cupins geralmente não atacam as abelhas ou seus potes de alimento. Entretanto, eles podem causar danos à estrutura das caixas de colmeia, pois há muitas espécies xilófagas. Embora os cupins geralmente não representem grandes problemas para os apicultores, eles ainda devem ser monitorados de perto.

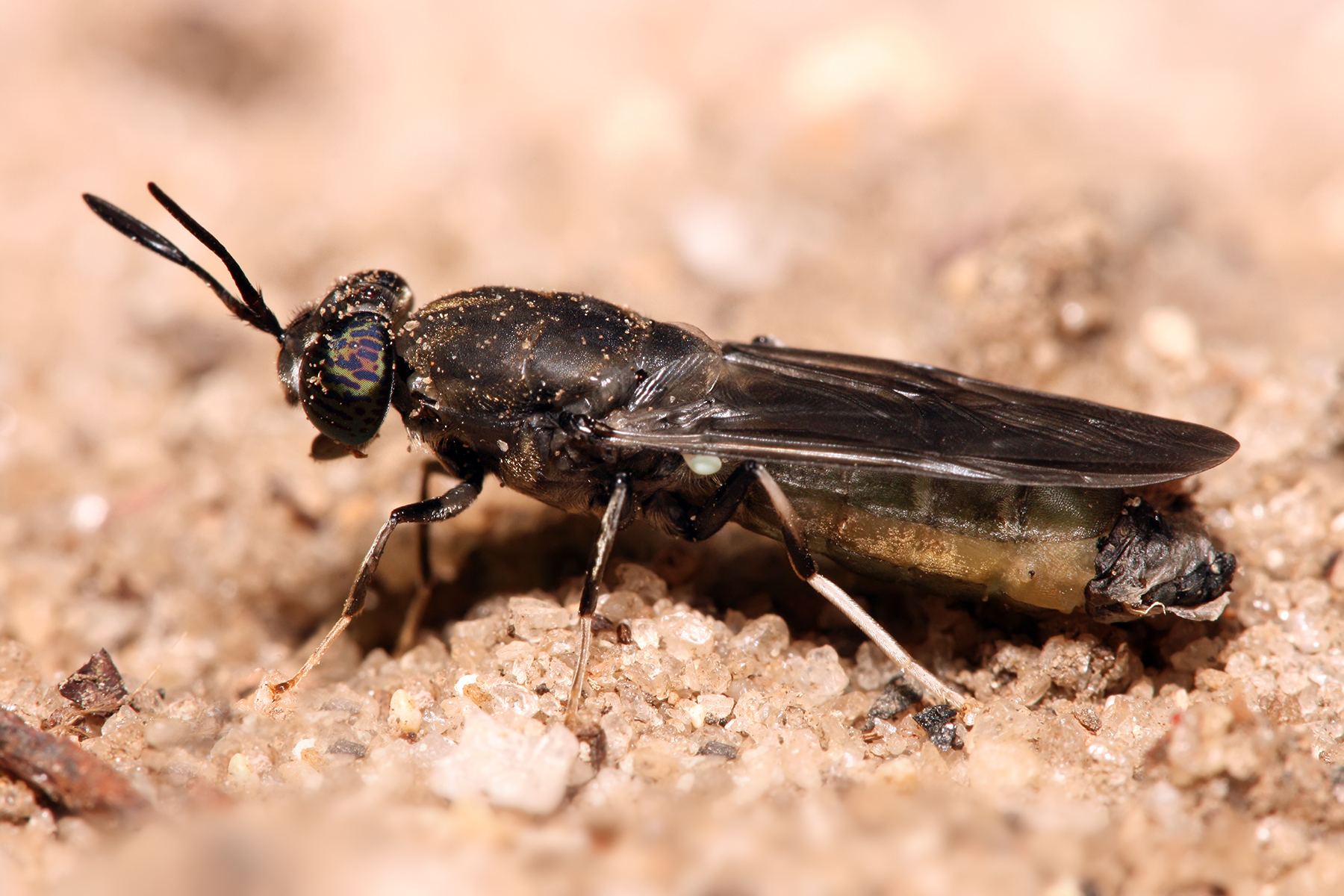
Mosca-soldado negra

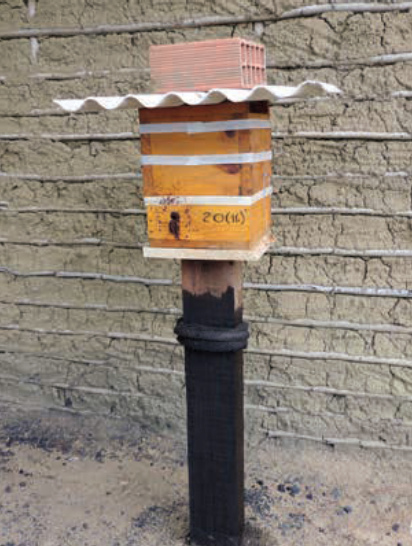
Suporte racional da caixa com óleo queimado para evitar ataques de formigas

As formigas são atraídas para as colônias de abelhas pelo cheiro de comida. Para evitar ataques desses insetos, é importante manusear as caixas da colmeia com cuidado e evitar expor potes de pólen e mel. Embora raros, quando ocorrem ataques, há conflitos intensos entre formigas e abelhas. As abelhas sem ferrão geralmente conseguem se defender, mas os danos à população de abelhas podem ser significativos. Para evitar infestações de formigas em meliponários com suportes individuais, uma estratégia útil é impregnar os suportes da caixa com óleo queimado. Outro grupo de moscas inimigas são as moscas-soldado pretas (Hermetia illucens). Elas põem seus ovos nas fendas das caixas e podem estender a ponta do abdômen (ovipositor) durante a postura, facilitando o acesso ao interior da colmeia. As larvas dessa espécie se alimentam de pólen, fezes e outros materiais encontrados nas colônias. Em geral, colônias de abelhas saudáveis podem coexistir pacificamente com as moscas-soldado. No entanto, em áreas onde esses insetos são predominantes, os apicultores devem permanecer vigilantes e proteger as lacunas nas colônias para evitar possíveis problemas.

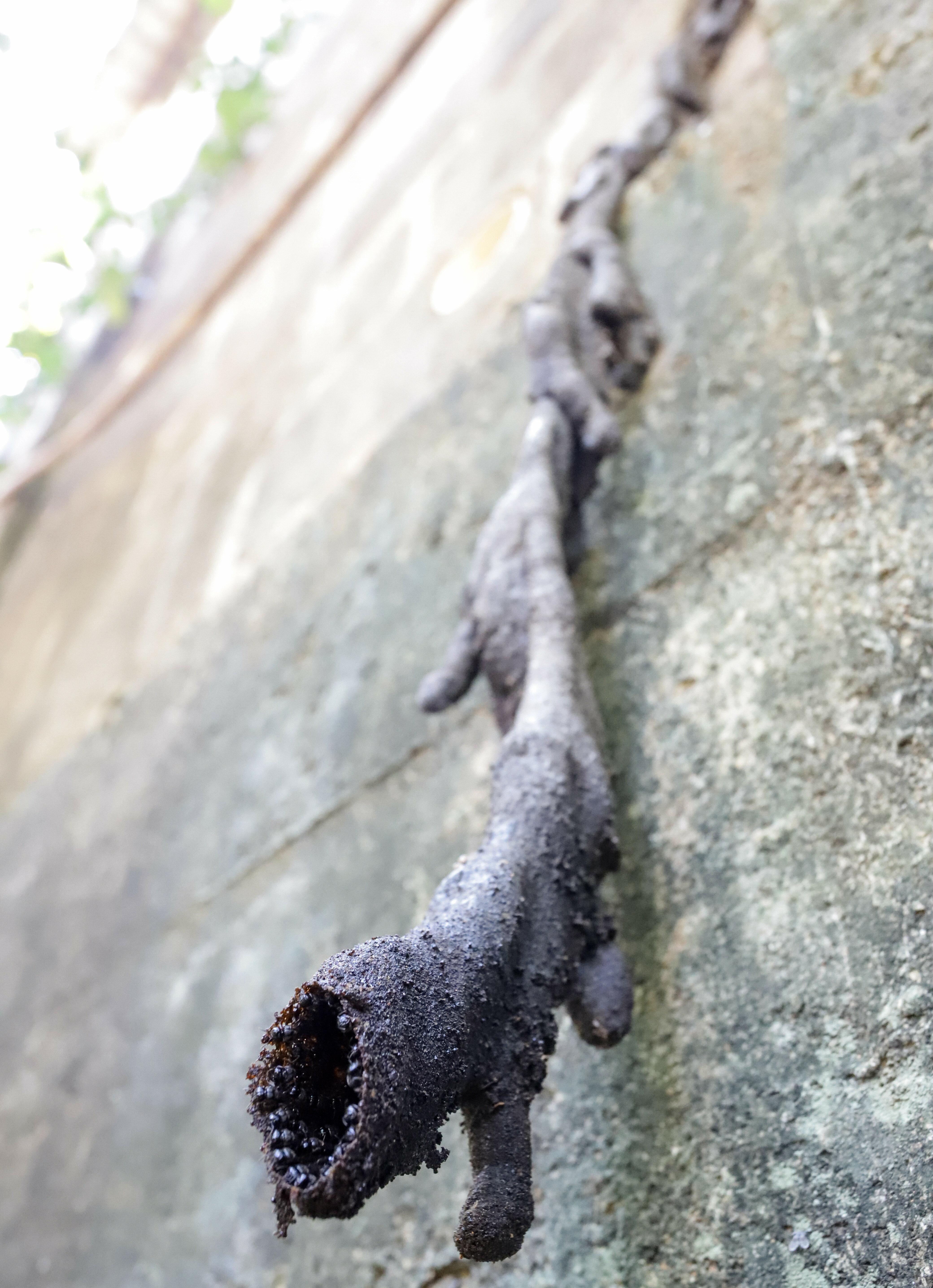
Entrada da colmeia da Lestrimelitta limao

A cleptobiose, também conhecida como cleptoparasitismo, é um comportamento observado em várias espécies de abelhas sem ferrão, com mais de 30 espécies identificadas que atacam ninhos, inclusive ninhos de abelhas melíferas. Esse comportamento tem como objetivo o roubo de recursos ou a usurpação do ninho por meio da enxameação em uma cavidade já ocupada, e essas abelhas são chamadas de abelhas ladras. O gênero neotropical Lestrimelitta e o gênero africano Cleptotrigona representam abelhas com um estilo de vida cleptobiótico obrigatório, pois não visitam as flores para obter néctar ou pólen.
Além disso, outras espécies, como Melipona fuliginosa, Oxytrigona tataira, Trigona hyalinata, T. spinipes e Tetragona clavipes, têm hábitos comparáveis de pilhagem e invasão, o que enfatiza a variedade de estratégias empregadas pelas abelhas sem ferrão na aquisição de recursos.
Outros inimigos incluem: aranhas saltadoras (Salticidae), mariposas, percevejos assassinos (Reduviidae), besouros, vespas parasitoides, ácaros predadores (Amblyseius), louva-a-deus (Mantodea), moscas ladrões (Asilidae), etc.

#### Vertebrados
As atividades humanas representam a ameaça mais significativa para as abelhas sem ferrão, seja por meio da remoção do mel e dos ninhos, da destruição do habitat, do uso de pesticidas ou da introdução de competidores não nativos. As alterações ambientais em larga escala, especialmente a conversão de habitats naturais em terras urbanas ou de cultivo intensivo, são as ameaças mais dramáticas que levam à perda de habitat, à redução da densidade de ninhos e ao desaparecimento de espécies.
Sabe-se que os primatas, incluindo chimpanzés, gorilas, babuínos e várias espécies de macacos, ameaçam as colônias de abelhas sem ferrão. Os elefantes, texugos, tamanduás, gambás, tatus, quatis, gatos e coiotes estão entre os mamíferos que consomem ou destroem ninhos de abelhas sem ferrão. Lagartixas, lagartos e sapos também representam ameaças, caçando abelhas adultas ou consumindo operárias nas entradas dos ninhos. Os pica-paus e várias espécies de pássaros, incluindo abelharucos, arapaçu, Dicuridae, arirambas, garças, tesourinhas e andorinhões ocasionalmente atacam as abelhas sem ferrão. Os indicadores africanos desenvolveram um mutualismo com os caçadores de mel humanos, guiando-os ativamente até os ninhos de abelhas para a extração do mel e depois consumindo a cera e as larvas que sobraram.

### Defesa
Por serem tropicais, as abelhas sem ferrão são ativas o ano todo, embora sejam menos ativas em climas mais frios, com algumas espécies apresentando diapausa. Diferentemente de outras abelhas eussociais, elas não picam, mas se defendem mordendo se o ninho for perturbado. Além disso, algumas (no gênero Oxytrigona) têm secreções mandibulares, incluindo ácido fórmico, que causam bolhas dolorosas. Apesar de não terem ferrão, as abelhas sem ferrão, por serem eussociais, podem ter colônias muito grandes que se tornam formidáveis pelo número de defensores.
As abelhas sem ferrão usam outras táticas de defesa sofisticadas para proteger suas colônias e garantir sua sobrevivência. Uma estratégia importante é escolher habitats de nidificação com menos inimigos naturais para reduzir o risco de ataques. Além disso, elas usam a camuflagem e o mimetismo para se misturar ao ambiente ou imitar outros animais para evitar a detecção. Uma estratégia eficaz é fazer o ninho perto de colônias que ofereçam proteção, usando a força coletiva para se defender contra possíveis invasores.
Os guardas de entrada do ninho desempenham um papel vital na defesa da colônia, impedindo ativamente a entrada não autorizada por meio do ataque a intrusos e da liberação de feromônios de alarme para recrutar defensores adicionais. Vale a pena observar que os guardas de ninho geralmente carregam substâncias pegajosas, como resinas e cera, em suas corbículas ou mandíbulas. As abelhas sem ferrão aplicam substâncias nos atacantes para imobilizá-los, frustrando assim as possíveis ameaças à colônia. Algumas espécies (Tetragonisca angustula e Nannotrigona testaceicornis, por exemplo) também fecham as entradas de seus ninhos com uma camada macia e porosa de cerume à noite, aumentando ainda mais a segurança da colônia durante períodos vulneráveis. Esses intrincados mecanismos de defesa demonstram a adaptabilidade e a resiliência das abelhas sem ferrão na proteção de seus ninhos e recursos.

### Diferenciação de funções
Em um sentido simplificado, o sexo de cada abelha depende do número de grupo de cromossomos que ela recebe. As abelhas fêmeas têm dois conjuntos de cromossomos (diploides) - um conjunto proveniente da rainha e outro de uma das abelhas macho ou zangões. Os zangões têm apenas um conjunto de cromossomos (haploides) e são o resultado de ovos não fertilizados, embora a consanguinidade possa resultar em zangões diploides.

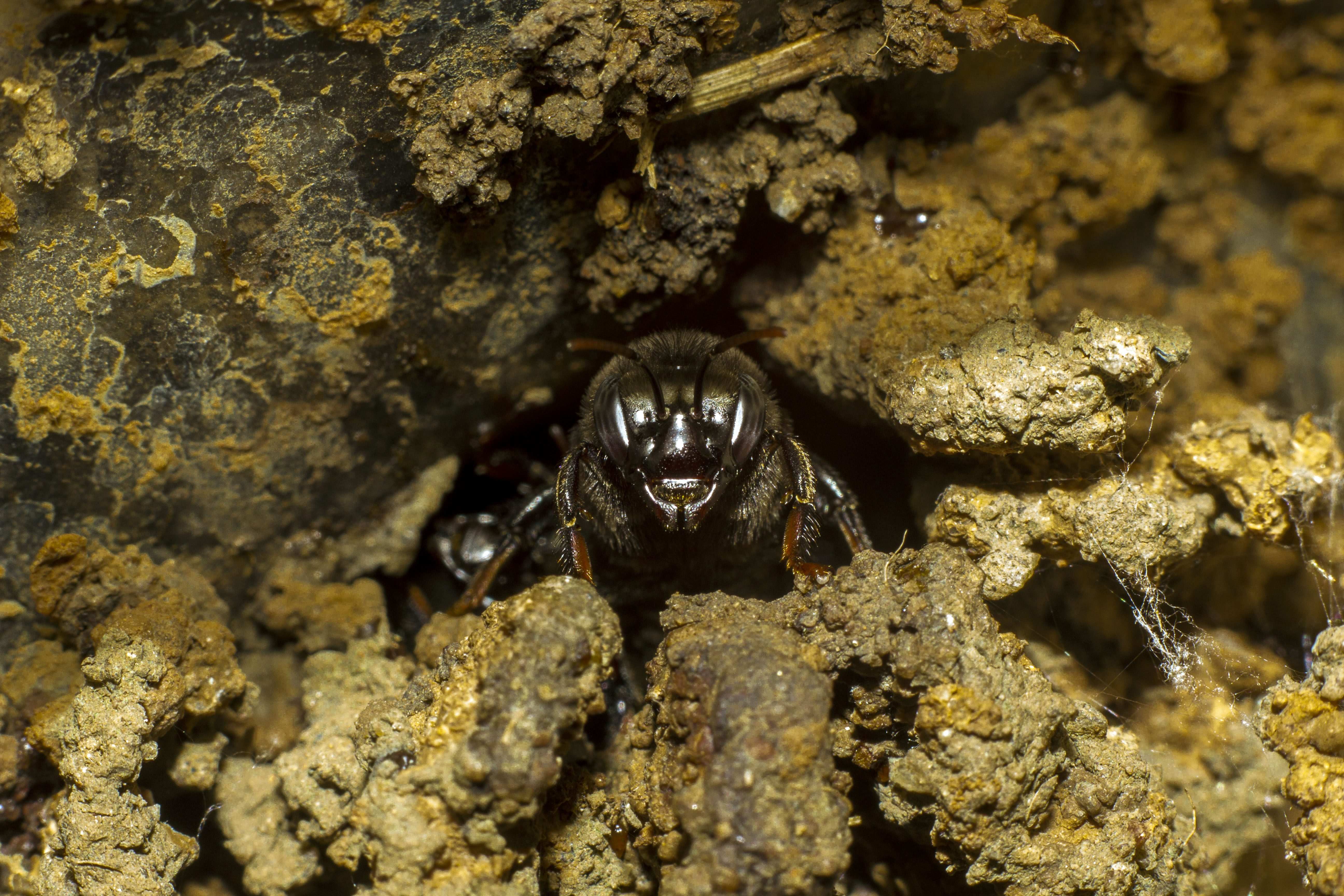
Vigia de mandaçaia MQA (Melipona quadrifasciata anthidioidis) guardando a entrada da colmeia

Diferentemente das abelhas melíferas, cujas abelhas fêmeas podem se tornar operárias ou rainhas dependendo estritamente do tipo de alimento que recebem como larvas (as rainhas são alimentadas com geleia real e as operárias são alimentadas com pólen), o sistema de castas nos meliponinos é variável e geralmente baseado simplesmente na quantidade de pólen consumido; quantidades maiores de pólen produzem rainhas no gênero Melipona. No entanto, também existe um componente genético, e até 25% (normalmente 5-14%) da ninhada feminina pode ser de rainhas. No primeiro caso, as células de rainhas podem ser distinguidas das outras por seu tamanho maior, pois são estocadas com mais pólen, mas no segundo caso, as células são idênticas às células de operárias e estão espalhadas entre a ninhada de operárias. Quando as novas rainhas emergem, elas normalmente saem para acasalar e a maioria morre. Os novos ninhos não são estabelecidos por enxames, mas por uma procissão de operárias que constroem gradualmente um novo ninho em um local secundário. O ninho é então acompanhado por uma rainha recém-fecundada, momento em que muitas operárias fixam residência permanente e ajudam a nova rainha a criar suas próprias operárias. Se uma rainha dominante estiver fraca ou morrendo, uma nova rainha poderá substituí-la. Para a Plebeia quadripunctata, embora menos de 1% das células de operárias produzam rainhas anãs, elas constituem seis de sete abelhas rainhas e uma de cinco passa a liderar suas próprias colônias. Elas são reprodutivamente ativas, mas menos fecundas do que as rainhas grandes.

## Interação com humanos

### Polinização

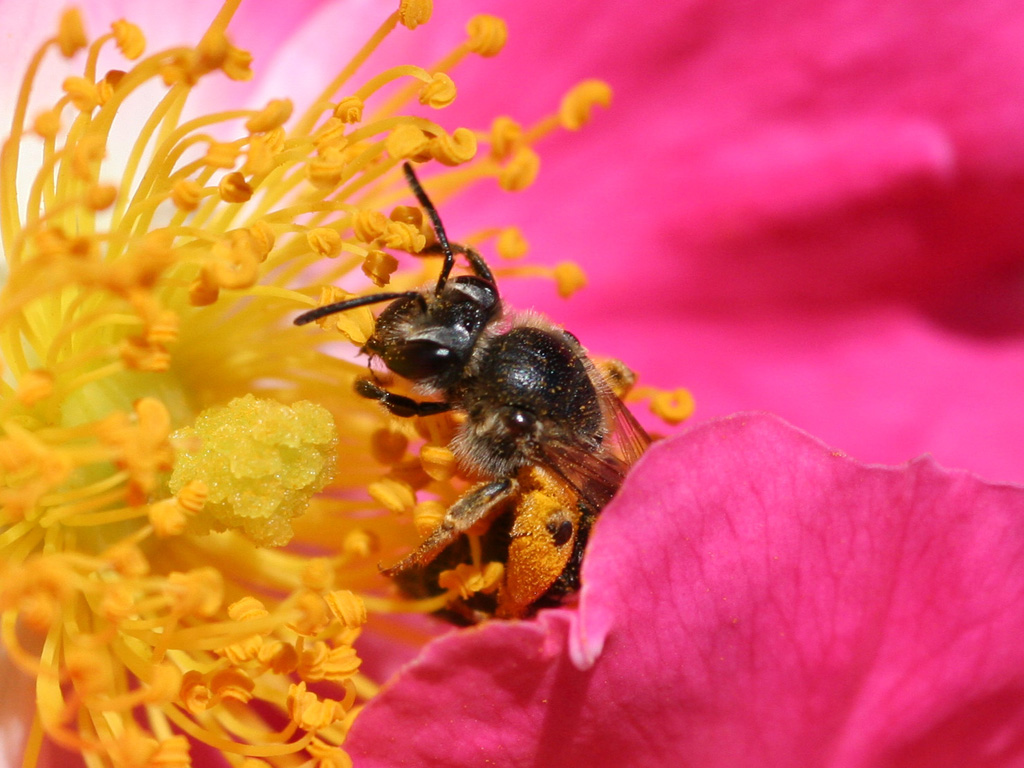
Abelha solitária visitando e polinizando uma flor

As abelhas desempenham um papel fundamental no ecossistema, especialmente na polinização da vegetação natural. Essa atividade é essencial para a reprodução de várias espécies de plantas, especialmente em florestas tropicais, onde a maioria das espécies de árvores depende da polinização por insetos.  Mesmo em climas temperados, onde a polinização pelo vento é predominante entre as árvores da floresta, muitos arbustos e plantas herbáceas dependem das abelhas para a polinização. A importância das abelhas se estende às regiões áridas, como os arbustos desérticos e xéricos, onde as plantas polinizadas por abelhas são essenciais para evitar a erosão, apoiar a vida selvagem e garantir a estabilidade do ecossistema.
O impacto da polinização das abelhas na agricultura é substancial. No final da década de 1980, estimava-se que certas plantas contribuíam com US$ 4,6 a US$ 18,9 bilhões para a economia dos EUA, principalmente por meio de culturas polinizadas por insetos. Embora algumas plantas polinizadas por abelhas possam se autopolinizar na ausência de abelhas, as culturas resultantes geralmente sofrem de depressão endogâmica. A qualidade e a quantidade de sementes ou frutos são significativamente melhoradas quando as abelhas participam do processo de polinização. Embora as estimativas de polinização de culturas atribuídas às abelhas sejam incertas, é inegável que a polinização por abelhas é uma atividade vital e economicamente valiosa.
Ramalho (2004) demonstra que as abelhas sem ferrão correspondem a aproximadamente 70% de todas as abelhas que forrageiam flores na Mata Atlântica brasileira, apesar de representarem apenas 7% de todas as espécies de abelhas. Em um habitat na Costa Rica, as abelhas sem ferrão corresponderam a 50% das abelhas forrageiras observadas, apesar de representarem apenas 16% das espécies de abelhas registradas. Seguindo esse padrão, Cairns et al. (2005) descobriram que 52% de todas as abelhas que visitam flores em habitats mexicanos eram meliponinos.
As abelhas meliponíneas desempenham um papel chave em ambientes tropicais devido à sua alta taxa populacional, diversidade morfológica, diversas estratégias de forrageamento, hábitos generalistas de forrageamento (poliletia) e constância de flores durante as viagens de forrageamento. A densidade de ninhos e o tamanho das colônias podem resultar em mais de um milhão de abelhas sem ferrão individuais habitando um quilômetro quadrado de habitat tropical. Devido à sua morfologia e comportamento diversificados, as abelhas são capazes de coletar pólen e néctar de uma grande variedade de plantas com flores. As principais famílias de plantas são relatadas como as mais visitadas pelos meliponinos: Fabaceae, Euphorbiaceae, Asteraceae e Myrtaceae.
Grüter compilou alguns estudos sobre vinte culturas que se beneficiam substancialmente da polinização por SB:
| Common name  | Scientific name        | Family        | Pollinator genus                     | Reference            |
| ------------ | ---------------------- | ------------- | ------------------------------------ | -------------------- |
| Urucum       | Bixa orellana          | Bixaceae      | Melipona                             | [ 92 ]               |
| Berinjela    | Solanum melogena       | Solanaceae    | Melipona                             | [ 93 ]               |
| Abacate      | Persea americana       | Lauraceae     | Nannotrigona, Trigona                | [ 92 ]               |
| Camu-camu    | Myrciaria dubia        | Myrtaceae     | Melipona, Scaptotrigona              | [ 92 ]               |
| Carambola    | Averrhoa carambola     | Oxalidaceae   | Trigona                              | [ 92 ]               |
| Chuchu       | Sechium edule          | Curcubitaceae | Trigona, Partamona                   | [ 92 ]               |
| Coco         | Cocos nucifera         | Arecaceae     | varios gêneros                       | [ 92 ]               |
| Café         | Coffea arabica         | Rubiaceae     | Lepidotrigona, Trigona               | [ 92 ] [ 94 ]        |
| Café conilon | Coffea canephora       | Rubiaceae     | Lepidotrigona, Trigona               | [ 94 ]               |
| Pepino       | Cucumis sativus        | Curcubitaceae | Nannotrigona, Scaptotrigona          | [ 92 ] [ 94 ]        |
| Cupuaçu      | Theobroma grandiflorum | Malvaceae     | Trigona                              | [ 92 ]               |
| Macadâmia    | Macadamia integrifolia | Proteaceae    | Trigona                              | [ 92 ]               |
| Manga        | Mangifera indica       | Anacardiaceae | Trigona                              | [ 92 ]               |
| Mapati       | Pourouma cecropiifolia | Moraceae      | Oxytrigona, Trigona                  | [ 92 ]               |
| Sálvia-azul  | Salvia farinacea       | Lamiaceae     | Nannotrigona, Tetragonisca           | [ 94 ]               |
| Rambutão     | Nephelium lappaceum    | Sapindaceae   | Scaptotrigona                        | [ 92 ] [ 94 ]        |
| Melão        | Cucumis melo           | Curcubitaceae | Heterotrigona                        | [ 95 ]               |
| Morango      | Fragaria sp.           | Rosaceae      | varios gêneros                       | [ 92 ] [ 94 ]        |
| Pimentão     | Capsicum annuum        | Solanaceae    | Austroplebeia, Melipona, Tetragonula | [ 92 ] [ 94 ] [ 96 ] |
| Tomate       | Solanum lycopersicum   | Solanaceae    | Melipona, Nannotrigona               | [ 94 ]               |

s
| Common name                 | Scientific name            | Family         | Reference |
| --------------------------- | -------------------------- | -------------- | --------- |
| Açaí                        | Euterpe oleracea           | Arecaceae      | [ 97 ]    |
| Acapú                       | Vouacapoua americana       | Fabaceae       | [ 98 ]    |
| Acerola                     | Malpighia emarginata       | Malpighiaceae  | [ 92 ]    |
| Morentina                   | Blighia sapida             | Sapindaceae    | [ 92 ]    |
| Maçã                        | Malus domestica            | Rosaceae       | [ 99 ]    |
| Bacaba-de-leque             | Oenocarpus distichus       | Arecaceae      | [ 98 ]    |
| Bacabi                      | Oenocarpus mapora          | Arecaceae      | [ 98 ]    |
| Pinhão-roxo                 | Jatropha gossypiifolia     | Euphorbiaceae  | [ 92 ]    |
| Melão-de-são-caetano        | Momordica charantia        | Cucurbitaceae  | [ 92 ]    |
| Castanha-do-Pará            | Bertholletia excelsa       | Lecythidaceae  | [ 98 ]    |
| Fruta-pão                   | Artocarpus altilis         | Moraceae       | [ 92 ]    |
| Colza                       | Brassica napus             | Brassicaceae   | [ 98 ]    |
| Cardamomo-verdadeiro        | Elettaria cardamomum       | Zingiberaceae  | [ 92 ]    |
| Cenoura                     | Daucus carota cv. Brasilia | Apiaceae       | [ 98 ]    |
| Mandioca                    | Manihot esculenta          | Euphorbiaceae  | [ 98 ]    |
| Mamona                      | Ricinus communis           | Euphorbiaceae  | [ 92 ]    |
| Citros (laranja, tangerina) | Citrus spp.                | Rutaceae       | [ 92 ]    |
| Coentro                     | Coriandrum sativum         | Apiaceae       | [ 92 ]    |
| Algodão                     | Gossypium spp.             | Malvaceae      | [ 98 ]    |
| Funcho                      | Foeniculum vulgare         | Apiaceae       | [ 92 ]    |
| Nabo                        | Brassica rapa              | Brassicaceae   | [ 92 ]    |
| Guaraná                     | Paullinia cupana           | Sapindaceae    | [ 92 ]    |
| Goiaba                      | Psidium guajava            | Myrtaceae      | [ 92 ]    |
| Cajá                        | Spondias mombin            | Anacardiaceae  | [ 92 ]    |
| Ingá                        | Inga edulis                | Fabaceae       | [ 92 ]    |
| Dão                         | Ziziphus mauritiana        | Rhamnaceae     | [ 92 ]    |
| Cana-da-Índia               | Canna indica               | Cannaceae      | [ 92 ]    |
|                             | Indigofera hendocaphylla   | Fabaceae       | [ 92 ]    |
| Jaca                        | Artocarpus heterophyllus   | Moraceae       | [ 92 ]    |
| Jamelão                     | Syzygium cumini            | Myrtaceae      | [ 92 ]    |
| Pinhão-manso                | Jatropha curcas            | Euphorbiaceae  | [ 98 ]    |
| Jaboticaba                  | Myrciaria cauliflora       | Myrtaceae      | [ 92 ]    |
| Samaúma                     | Ceiba pentandra            | Malvaceae      | [ 92 ]    |
| Leucena                     | Leucaena leucocephala      | Fabaceae       | [ 92 ]    |
| Lichia                      | Litchi chinensis           | Sapindaceae    | [ 92 ]    |
| Longan                      | Dimocarpus longan          | Sapindaceae    | [ 92 ]    |
| Nêspera                     | Eriobotrya japonica        | Rosaceae       | [ 92 ]    |
| Bucha-de-purga              | Luffa acutangula           | Cucurbitaceae  | [ 92 ]    |
|                             | Gustavia superba           | Lecythidaceae  | [ 92 ]    |
|                             | Allanblackia stuhlmannii   | Clusiaceae     | [ 100 ]   |
| Costela-de-adão             | Monstera deliciosa         | Araceae        | [ 92 ]    |
| Framboesas                  | Rubus sp.                  | Rosaceae       | [ 98 ]    |
| Murici                      | Byrsonima chrysophylla     | Malpighiaceae  | [ 98 ]    |
| Murici                      | Byrsonima crassifolia      | Malpighiaceae  | [ 92 ]    |
| Níger                       | Guizotia abyssinica        | Asteraceae     | [ 92 ]    |
| Quiabo                      | Abelmoschus esculentus     | Malvaceae      | [ 98 ]    |
| Cebola                      | Allium cepa                | Amaryllidaceae | [ 92 ]    |
| Chapéu-do-Panamá            | Carludovica palmata        | Cyclanthaceae  | [ 92 ]    |
| Pêssego                     | Prunus persica             | Rosaceae       | [ 92 ]    |
| Pupunha                     | Bactris gasipaes           | Arecaceae      | [ 92 ]    |
| Pêra                        | Pyrus communis             | Rosaceae       | [ 92 ]    |
| Guandú                      | Cajanus cajan              | Fabaceae       | [ 92 ]    |
| Pitomba                     | Talisia esculenta          | Sapindaceae    | [ 98 ]    |
| Romã                        | Punica granatum            | Lythraceae     | [ 98 ]    |
| Ameixa                      | Prunus domestica           | Rosaceae       | [ 92 ]    |
| Abóbora                     | Cucurbita moschata         | Cucurbitaceae  | [ 94 ]    |
| Rabanete                    | Raphanus sativus           | Brassicaceae   | [ 94 ]    |
|                             | Calamus spp.               | Arecaceae      | [ 92 ]    |
| Jambo-vermelho              | Syzygium malaccense        | Myrtaceae      | [ 98 ]    |
| Jambo-branco                | Syzygium jambos            | Myrtaceae      | [ 92 ]    |
| Seringueira                 | Hevea brasiliensis         | Euphorbiaceae  | [ 92 ]    |
|                             | Metroxylon sagu            | Arecaceae      | [ 92 ]    |
|                             | Wurfbainia villosa         | Zingiberaceae  | [ 92 ]    |
| Germelim                    | Sesamum indicum            | Pedaliaceae    | [ 92 ]    |
| Sisal                       | Agave sisalana             | Asparagaceae   | [ 92 ]    |
| Saboneteira                 | Sapindus saponaria         | Sapindaceae    | [ 92 ]    |
| Abobrinha                   | Cucurbita pepo             | Cucurbitaceae  | [ 92 ]    |
|                             | Stylosanthes guianensis    | Fabaceae       | [ 92 ]    |
| Girassol                    | Helianthus annuus          | Asteraceae     | [ 92 ]    |
| Tamarindo                   | Tamarindus indica          | Fabaceae       | [ 92 ]    |
| Umbú                        | Spondias tuberosa          | Anacardiaceae  | [ 98 ]    |
| Melancia                    | Citrullus lanatus          | Cucurbitaceae  | [ 92 ]    |
| Juta                        | Corchorus capsularis       | Tiliaceae      | [ 92 ]    |
| Pimenta-malagueta           | Capsicum frutescens        | Solanaceae     | [ 98 ]    |

## Abelhas sem ferrão da Austrália
"Coot-tha", que deriva de "ku-ta", é um dos nomes aborígenes para "mel de abelha selvagem sem ferrão". Das 1.600 espécies de abelhas selvagens nativas da Austrália, cerca de 14 são meliponinos. Essas espécies têm uma variedade de nomes, incluindo "abelhas nativas australianas", "abelhas nativas" e "abelhas do suor" (porque elas pousam na pele das pessoas para coletar o suor). Todas são pequenas e geralmente de cor preta, com patas traseiras estendidas e peludas para transportar néctar e pólen; por causa disso, às vezes são confundidas com abelhas. As várias espécies sem ferrão são bastante semelhantes, sendo que as duas espécies mais comuns, Tetragonula carbonaria e Austroplebeia australis, apresentam a maior variação, pois a última é menor e menos ativa. Ambas habitam a área ao redor de Brisbane.
Como as abelhas sem ferrão são inofensivas para os seres humanos, elas se tornaram uma atividade cada vez mais atraente para os quintais urbanos. A maioria dos melipoicultures não cria as abelhas para obter mel, mas sim pelo prazer de conservar espécies nativas cujo habitat original está diminuindo devido ao desenvolvimento humano. Em troca, as abelhas polinizam as plantações, as flores do jardim e a vegetação nativa durante sua busca por néctar e pólen. Somente em áreas quentes da Austrália, como Queensland e o norte de Nova Gales do Sul, é favorável para que essas abelhas produzam mais mel do que o necessário para sua própria sobrevivência. A maioria das abelhas só sai da colmeia quando a temperatura está acima de 18°C. A colheita de mel de um ninho em uma área mais fria pode enfraquecer ou até matar o ninho.

### Polinização
Os agricultores australianos dependem quase exclusivamente da abelha europeia introduzida para polinizar suas plantações. Entretanto, as abelhas nativas podem ser melhores polinizadores para determinadas culturas agrícolas. Foi demonstrado que as ASF são polinizadoras valiosas de plantas tropicais, como macadâmias e mangas. Seu forrageamento também pode beneficiar morangos, melancias, frutas cítricas, abacates, lichias e muitos outros. A pesquisa sobre o uso de abelhas sem ferrão para a polinização de culturas na Austrália ainda está em seus estágios iniciais, mas essas abelhas apresentam grande potencial. Estudos da Universidade do Oeste de Sydney mostraram que essas abelhas são polinizadoras eficazes mesmo em áreas confinadas, como estufas.

## Abelhas sem ferrão do Brasil

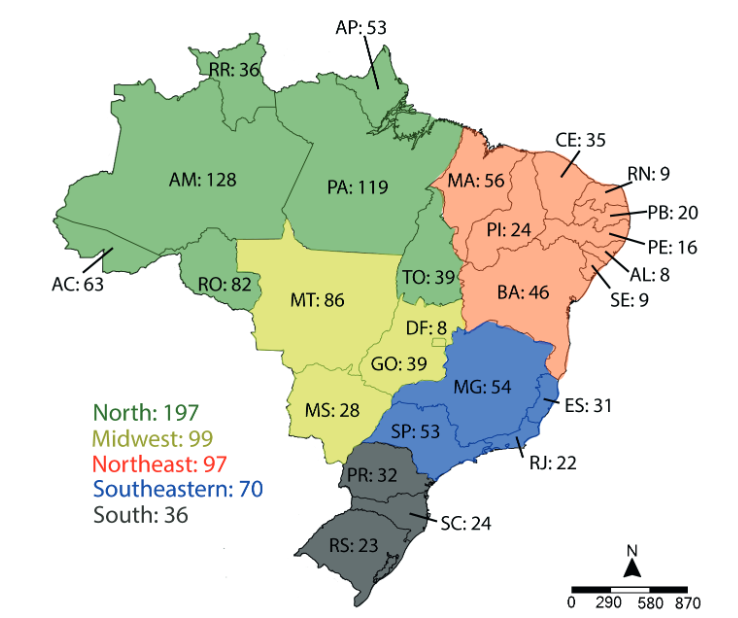
Número de espécies válidas de abelhas sem ferrão no Brasil. Recortes de estados e regiões. Estudo publicado em 2023.

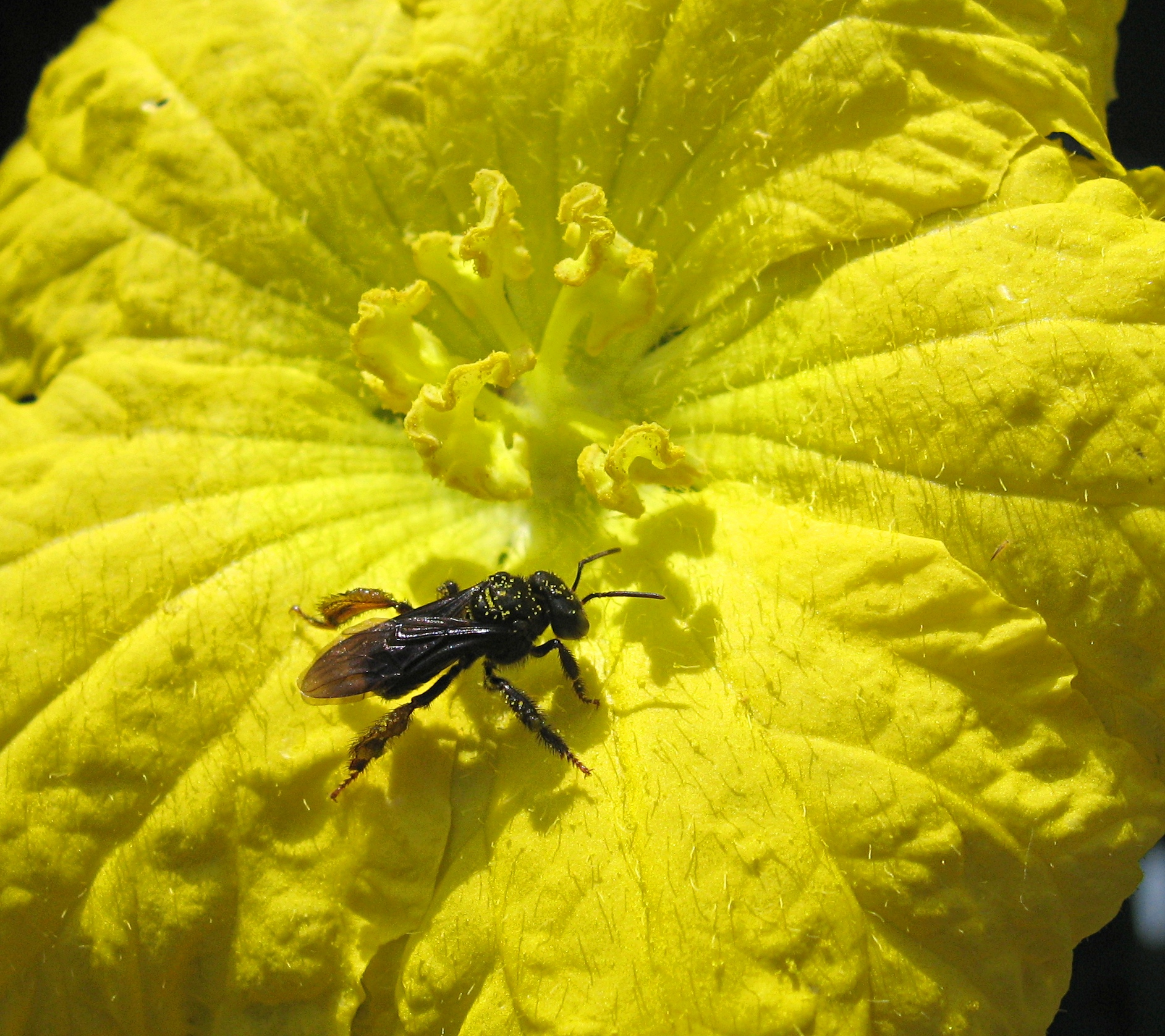
Trigona spinipes, coberta de pólen, visitando uma flor de bucha vegetal (Luffa cylindrica) em Campinas, Brasil.

O Brasil abriga várias espécies de abelhas pertencentes à tribo Meliponini, com mais de 300 espécies já identificadas e provavelmente mais ainda a serem descobertas e descritas. Elas variam muito em forma, tamanho e hábitos, e 20 a 30 dessas espécies têm bom potencial como produtoras de mel. Embora ainda sejam bastante desconhecidas pela maioria das pessoas, um número cada vez maior de meliponicultores tem se dedicado a essas abelhas em todo o país. Essa atividade teve um crescimento significativo desde agosto de 2004, quando as leis nacionais foram alteradas para permitir que as colônias de abelhas nativas fossem comercializadas livremente, o que antes era proibido em uma tentativa malsucedida de proteger essas espécies. Atualmente, a captura ou destruição de colônias existentes na natureza ainda é proibida, e somente novas colônias formadas pelas próprias abelhas em armadilhas artificiais podem ser coletadas na natureza. A maioria das colônias comercializadas é produzida artificialmente por meliponicultores autorizados, por meio da divisão de colônias cativas já existentes. Além da produção de mel, as abelhas sem ferrão brasileiras, como o jataí (Tetragonisca angustula), o managuari (Scaptotrigona postica) e a mandaçaia (Melipona quadrifasciata), atuam como grandes polinizadores de plantas tropicais e são consideradas o equivalente ecológico da abelha melífera.
Além disso, muito trabalho prático e acadêmico está sendo feito sobre as melhores maneiras de manter essas abelhas, multiplicar suas colônias e explorar o mel que elas produzem. Entre muitas outras, espécies como a jandaíra (Melipona subnitida) e o uruçu verdadeiro (M. scutellaris) no nordeste do país, a mandaçaia (Melipona quadrifasciata) e o uruçu amarelo (M. rufiventris) no sul-sudeste, tiúba ou jupará (M. interrupta) e abelha-palha (Scaptotrigona polysticta) no norte e jataí (Tetragonisca angustula) em todo o país são cada vez mais mantidos por pequenos, médios e grandes produtores. Muitas outras espécies, como o mandaguari (S. postica), o guaraipo (M. bicolor), a marmelada (Frieseomelitta varia) e o iraí (Nannotrigona testaceicornis), para citar algumas, também são criadas. Por meio do cultivo de mel ou da venda de colônias, a criação de abelhas sem ferrão é uma atividade cada vez mais lucrativa. Uma única colônia de espécies como a mandaçaia pode ser dividida até quatro vezes por ano, e cada uma das novas colônias obtidas dessa forma pode ser vendida por cerca de R$ 500.
De acordo com o ICMBio e o Ministério do Meio Ambiente, existem atualmente quatro espécies de Meliponini listadas na Lista Vermelha da IUCN no Brasil. Melipona capixaba, M. rufiventris, M. scutellaris e Partamona littoralis, todas listadas como Ameaçadas de Extinção (EN).

### Produção de mel
Embora a população de colônias da maioria dessas abelhas seja muito menor do que a das abelhas européias, a produtividade por abelha pode ser bastante alta. Provavelmente as campeãs mundiais em produtividade de mel, a manduri (Melipona marginata) e a guaraipo (M. bicolor), vivem em enxames de apenas cerca de 300 indivíduos, mas ainda podem produzir até 5 litros de mel por ano sob as condições certas. A manduri é uma das menores abelhas do gênero Melipona, variando em comprimento de 6 a 7 mm. As espécies do gênero Scaptotrigona têm colônias muito grandes, com até 20.000 indivíduos, e podem produzir de 3 a 8 litros de mel por ano.
Alguns grandes criadores têm mais de 3.000 colmeias de espécies mais mansas, mas ainda assim altamente produtivas, do gênero Melipona, como a tiúba, a uruçu verdadeira e a jandaíra, cada uma com 3.000 ou mais abelhas por colônia. Elas podem produzir mais de 1,5 tonelada de mel por ano.[carece de fontes?] Em grandes fazendas de abelhas, apenas a disponibilidade de flores limita a produção de mel por colônia. Seu mel é considerado mais saboroso porque não é excessivamente doce, e também se acredita que tenha propriedades medicinais mais pronunciadas do que o mel das abelhas do gênero Apis devido ao nível mais alto de substâncias antimicrobianas. Como resultado, o mel das abelhas sem ferrão gera lucros muito altos, com preços superiores aos do mel mais comum produzido pelas abelhas européias. Entretanto, é necessário um número muito maior de colméias para produzir quantidades de mel comparáveis às das abelhas européias. Além disso, devido ao fato de essas abelhas armazenarem o mel em potes de cerume em vez de favos padronizados como na criação de abelhas, a extração é muito mais difícil e trabalhosa.
O mel das abelhas sem ferrão tem uma cor mais clara e um teor de água mais alto, de 25% a 35%, em comparação com o mel do gênero Apis. Isso contribui para um sabor menos enjoativo, mas também faz com que ele estrague mais facilmente. Portanto, para ser comercializado, esse mel precisa ser processado por dessecação, fermentação ou pasteurização. Em seu estado natural, ele deve ser mantido sob refrigeração.

### Abelhas como animais de estimação

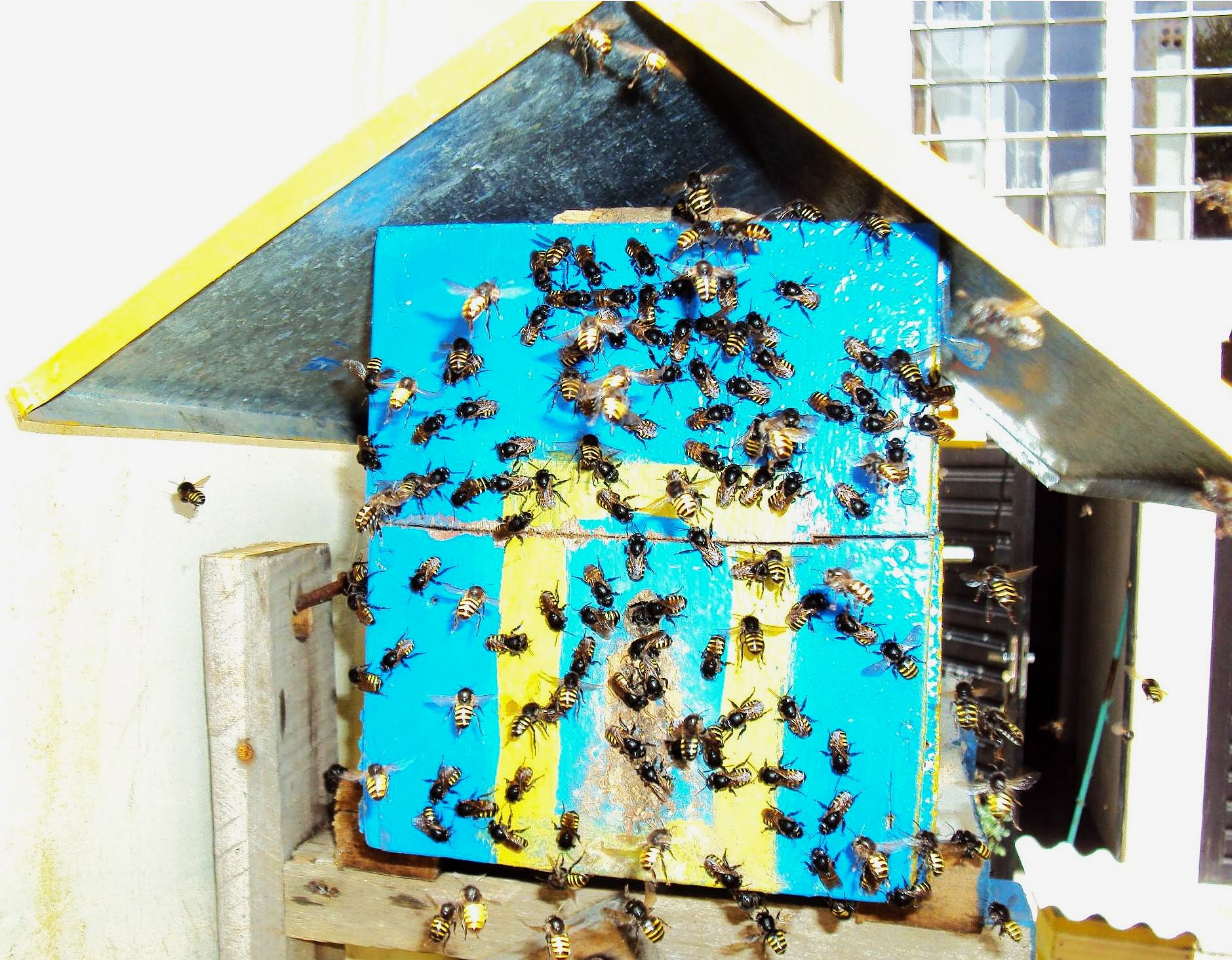
Um enxame de abelhas mandaçaias em torno de uma caixa racional instalada no quintal de uma casa

Devido à falta de um ferrão funcional e ao comportamento não agressivo característico de muitas espécies brasileiras de abelhas sem ferrão, elas podem ser criadas sem problemas em ambientes densamente povoados, como as cidades, desde que haja flores suficientes à sua disposição nas proximidades.
As mandaçaias (Melipona quadrifasciata) são extremamente mansas, raramente atacando humanos (somente quando suas colmeias são abertas para extração de mel ou divisão da colônia). Elas formam colônias pequenas de apenas 400 a 600 indivíduos. Ao mesmo tempo, uma única colmeia racional de mandaçaia pode produzir até 4 litros de mel por ano, o que torna essa espécie muito atraente para os proprietários de casas. São abelhas razoavelmente grandes, com até 11 mm de comprimento, e, como resultado, têm melhor controle do calor corporal, o que lhes permite viver em regiões onde as temperaturas podem cair um pouco abaixo de 0 °C. Entretanto, eles são um tanto seletivos quanto às flores que visitam, preferindo a flora que ocorre em seu ambiente natural. Portanto, é difícil mantê-las fora de sua região de origem (a litoral nordestino do Brasil).
Outras espécies, como a tiúba e a uruçu verdadeira, também são muito mansas e altamente produtivas. Suas colônias têm de 3.000 a 5.000 indivíduos (para comparação, a população de enxames de abelhas pode atingir o pico de 80.000 indivíduos) e podem produzir até 10 litros de mel por ano.[carece de fontes?] Elas podem ser facilmente mantidas em casa, mas sobreviverão apenas em regiões com clima quente, pois suas larvas morrem em temperaturas inferiores a 12 °C . A uruçu amarela, no entanto, pode sobreviver em temperaturas inferiores a 0 °C, e suas colônias, com cerca de 3.500 indivíduos, podem produzir até 6 litros de mel por ano.[carece de fontes?] Mas essa espécie reage com mordidas fortes se seus ninhos forem perturbados e, normalmente, só é mantida por meliponicultores profissionais.
Outra espécie adequada para ser mantida em casa é o guaraipo (Melipona bicolor). Também é bastante dócil, nunca atacando o meliponicultor, e suas colônias têm menos de 600 indivíduos. Elas podem suportar temperaturas de até -10 °C, e cada colônia pode produzir mais de 3 litros de mel por ano.[carece de fontes?] Suas colônias geralmente têm mais de uma única rainha por vez (geralmente duas ou três, mas às vezes até cinco), um fenômeno chamado poliginia, e, portanto, são menos sensíveis à morte de uma rainha, que pode causar a perda de uma colônia inteira em outras espécies. Mas a guaraipo é muito sensível a baixos níveis de umidade, e suas colmeias devem ser equipadas com meios para manter um alto teor de umidade. Antes muito comum, a guaraipo agora é bastante rara na natureza, principalmente devido à destruição de suas florestas nativas no sul-sudeste do Brasil.
Outros grupos de abelhas sem ferrão brasileiras, os gêneros Plebeia e Leurotrigona, também são muito mansos e muito menores, sendo que um deles (P. minima) não atinge mais do que 2,5 mm de comprimento, e os lambe-olhos (L. muelleri) são ainda menores, com não mais do que 1,5 mm. Muitas dessas espécies são conhecidas como mirim (que significa "pequena" nos idiomas tupi-guarani). Como resultado, elas podem ser mantidas em colmeias artificiais muito pequenas, sendo assim interessantes para os criadores que as querem como polinizadoras em pequenas estufas ou apenas pelo prazer de ter uma colônia de abelhas de "estimação" em casa. Por serem tão pequenas, essas espécies produzem uma quantidade muito pequena de mel, normalmente menos de 500 ml por ano, portanto não são interessantes para a produção comercial de mel.

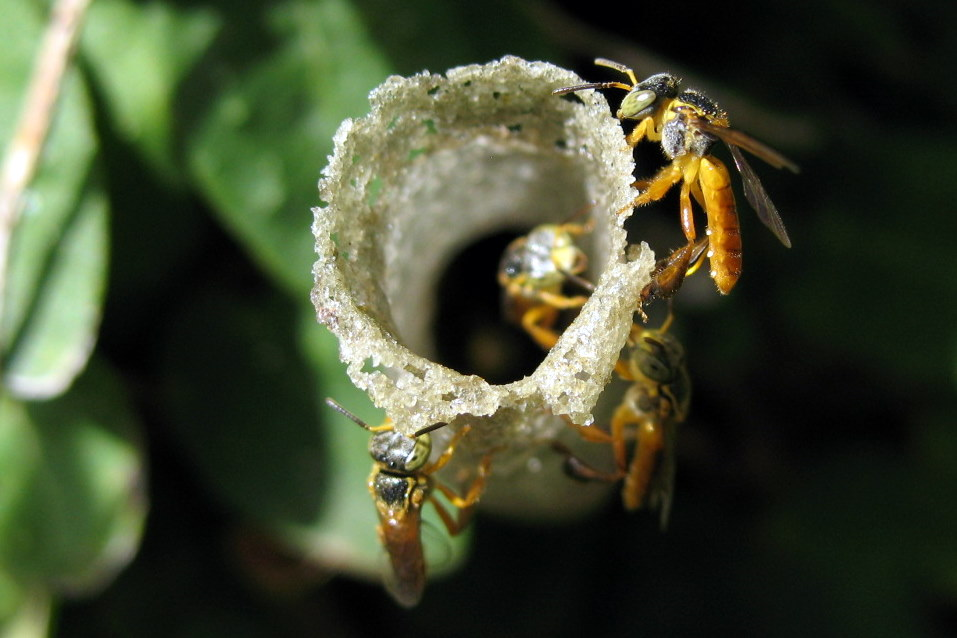
Tubo de entrada da colônia de jataís: as abelhas jataí constroem um tubo de cera na entrada de seu ninho

Pertencentes ao mesmo grupo, a jataí (Tetragonisca angustula), a marmelada (Frieseomelitta varia) e a moça-branca (Frieseomelitta doederleini) têm tamanho intermediário entre essas espécies muito pequenas e a abelha europeia. São espécies muito adaptáveis, como a jataí, e podem ser criadas em muitas regiões e ambientes diferentes, sendo bastante comuns na maioria das cidades brasileiras. A jataí pode morder quando perturbada, mas suas mandíbulas são fracas e, na prática, são inofensivas, enquanto a marmelada e a moça-branca costumam depositar própolis em seus agressores. Produzindo até 1,5 litro de mel por ano, seu mel é um dos mais apreciados das abelhas sem ferrão. De fato, a jataí foi uma das primeiras espécies a ser criada por apicultores caseiros. Seus ninhos podem ser facilmente identificados em árvores ou cavidades nas paredes pelo tubo de cera amarela que constroem na entrada, geralmente guardado por algumas abelhas-soldado, que são mais fortes do que as abelhas operárias comuns. A marmelada e a moça-branca produzem um pouco menos de mel, mas ele é mais denso e doce do que o de outras abelhas sem ferrão e é considerado muito saboroso.

## Abelhas sem ferrão maias da América Central

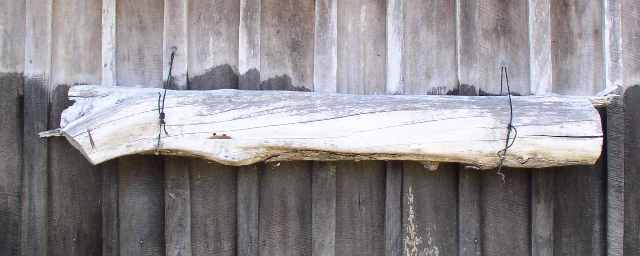
Uma colmeia de abelha sem ferrão maia: Um pedaço de tronco oco serve de lar para as ASF em Belize.

As abelhas sem ferrão Melipona beecheii e M. yucatanica são as principais abelhas nativas cultivadas na América Central, embora algumas outras espécies tenham sido relatadas como sendo ocasionalmente manejadas (por exemplo, Trigona fulviventris e Scaptotrigona mexicana). Elas foram amplamente cultivadas pela civilização maia para a produção de mel e eram consideradas sagradas. Elas continuam a ser cultivadas pelos povos maias modernos, embora essas abelhas estejam ameaçadas de extinção devido ao desmatamento maciço, às práticas agrícolas alteradas (especialmente o uso excessivo de inseticidas) e às mudanças nas práticas de apicultura com a chegada da abelha africanizada, que produz safras de mel muito maiores.

### História
Os meliponinos nativos (M. beecheii sendo o destaque) são mantidos pelos maias das terras baixas há milhares de anos. O nome dessa abelha no idioma maia Yucatec é xunan kab, que significa "abelha (real, nobre)". As abelhas já foram objeto de cerimônias religiosas e eram um símbolo do deus-abelha Ah-Muzen-Cab, conhecido pelo Códice de Madri.
As abelhas eram, e ainda são, tratadas como animais de estimação. As famílias tinham uma ou várias colmeias de troncos penduradas dentro e ao redor de suas casas. A maneira tradicional de coletar abelhas, ainda preferida entre os habitantes locais, é encontrar uma colmeia selvagem e, em seguida, cortar o galho ao redor da colmeia para criar um tronco portátil, envolvendo a colônia. Esse tronco é então tampado em ambas as extremidades com outro pedaço de madeira ou cerâmica e selado com barro. Esse método inteligente evita que as abelhas sem ferrão misturem as células de cria, o pólen e o mel no mesmo favo, como fazem as abelhas europeias. A criação é mantida no meio da colmeia, e o mel é armazenado em "potes" verticais nas bordas externas da colmeia. Uma tampa temporária e substituível na extremidade do tronco permite fácil acesso ao mel, causando danos mínimos à colmeia. No entanto, manipuladores inexperientes ainda podem causar danos irreversíveis à colmeia, fazendo com que ela definhe. No entanto, com a manutenção adequada, há registros de colmeias que duram mais de 80 anos e são passadas de geração em geração. No registro arqueológico da Mesoamérica, foram encontrados discos de pedra que geralmente são considerados as tampas de troncos desintegrados há muito tempo que abrigavam as colmeias.

### Tulum
Tulum, o local de uma cidade maia pré-colombiana na costa do Caribe, 130 km ao sul de Cancún, tem um deus representado repetidamente em todo o local. De cabeça para baixo, ele aparece como uma pequena figura em muitas portas e entradas. Um dos templos, o "Templo del Dios Descendente" ou o Templo do Deus Descendente, fica logo à esquerda da praça central. Especula-se que ele possa ser o "Deus Abelha", Ah Muzen Cab, como visto no Códice de Madri. É possível que esse tenha sido um centro religioso/comercial com ênfase em xunan kab, a "dama real".

### Usos econômicos
O balché, uma bebida alcoólica tradicional mesoamericana semelhante ao hidromel, era feito de mel fermentado e da casca da árvore leguminosa balché (Lonchocarpus violaceus), daí seu nome. Tradicionalmente, era preparado em uma canoa. A bebida era conhecida por ter propriedades enteogênicas, ou seja, por produzir experiências místicas, e era consumida em práticas medicinais e rituais. Os criadores colocavam os ninhos perto da planta psicoativa Turbina corymbosa e possivelmente perto de árvores de balché, forçando as abelhas a usar o néctar dessas plantas para fazer o mel. Além disso, os fabricantes de cerveja adicionavam extratos da casca da árvore de balché à mistura de mel antes da fermentação. A bebida resultante é responsável por efeitos psicotrópicos quando consumida, devido aos compostos de ergolina no pólen da T. corymbosa, ao néctar de Melipona coletado das flores de balché ou aos compostos alucinógenos da casca da árvore de balché.
A fundição por cera perdida, um método comum de trabalho com metais, normalmente encontrado onde os habitantes criam abelhas, também era usado pelos maias. A cera das Melipona é macia e fácil de trabalhar, especialmente na úmida planície maia. Isso permitiu que os maias criassem obras de arte menores, joias e outros tipos de metalurgia que seriam difíceis de forjar. Também faz uso das sobras da extração do mel. Se a colmeia fosse danificada de forma irreparável, todo o favo poderia ser usado, utilizando assim toda a colmeia. No entanto, com criadores experientes, apenas o pote de mel poderia ser removido, o mel extraído e a cera usada para fundição ou outros fins.

### Artigos
- Alves, D A; Imperatriz-Fonseca, V L; Santos-Filho, P S. (2009). «Production of workers, queens and males in Plebeia remota colonies (Hymenoptera, Apidae, Meliponini), a stingless bee with reproductive diapause». Genetics and Molecular Research. 8 (2): 672–683. PMID 19554766. doi:10.4238/vol8-2kerr030
- Antonini, Yasmine; Martins, Rogério P. (2003). «The value of a tree species (Caryocar brasiliense) for a stingless bee Melipona quadrifasciata quadrifasciata». Journal of Insect Conservation. 7 (3): 167–174. doi:10.1023/A:1027378306119
- Azmi, Wahizatul Afzan; Wan Sembok, W Z; Yusuf, N; Mohd. Hatta, M F; Salleh, A F; Hamzah, M A H; Ramli, S N (12 de fevereiro de 2019). «Effects of Pollination by the Indo-Malaya Stingless Bee (Hymenoptera: Apidae) on the Quality of Greenhouse-Produced Rockmelon». Journal of Economic Entomology (em inglês). 112 (1): 20–24. ISSN 0022-0493. PMID 30277528. doi:10.1093/jee/toy290
- Brito, B.B.P.; Faquinello, P.; Paula-Leite, M.C.; Carvalho, C.A.L. (2013). «Parâmetros biométricos e produtivos de colônias em gerações de Melipona quadrifasciata anthidioides». Archivos de Zootecnia (em inglês). 62 (238): 265–273. ISSN 0004-0592. doi:10.4321/S0004-05922013000200012
- Brosi, Berry J.; Daily, Gretchen C.; Shih, Tiffany M.; Oviedo, Federico; Durán, Guillermo (2008). «The effects of forest fragmentation on bee communities in tropical countryside». Journal of Applied Ecology (em inglês). 45 (3): 773–783. Bibcode:2008JApEc..45..773B. ISSN 0021-8901. doi:10.1111/j.1365-2664.2007.01412.x
- Cairns, Christine E.; Villanueva-Gutiérrez, Rogel; Koptur, Suzanne; Bray, David B. (2005). «Bee Populations, Forest Disturbance, and Africanization in Mexico 1». Biotropica (em inglês). 37 (4): 686–692. Bibcode:2005Biotr..37..686C. ISSN 0006-3606. doi:10.1111/j.1744-7429.2005.00087.x
- Campbell, Alistair John; Carvalheiro, Luísa Gigante; Maués, Marcia Motta; Jaffé, Rodolfo; Giannini, Tereza Cristina; Freitas, Madson Antonio Benjamin; Coelho, Beatriz Woiski Texeira; Menezes, Cristiano (2018).  Magrach, Ainhoa, ed. «Anthropogenic disturbance of tropical forests threatens pollination services to açaí palm in the Amazon river delta». Journal of Applied Ecology (em inglês). 55 (4): 1725–1736. Bibcode:2018JApEc..55.1725C. ISSN 0021-8901. doi:10.1111/1365-2664.13086
- Chakuya, Jeremiah; Gandiwa, Edson; Muboko, Never; Muposhi, Victor K. (3 de maio de 2022). «A Review of Habitat and Distribution of Common Stingless Bees and Honeybees Species in African Savanna Ecosystems». Tropical Conservation Science (em inglês). 15. 194008292210996 páginas. ISSN 1940-0829. doi:10.1177/19400829221099623
- Contrera, F A L; Venturieri, G C. (2008). «Vantagens e Limitações do Uso de Abrigos Individuais e Comunitários para a Abelha Indígena sem Ferrão Uruçu-Amarela (Melipona flavolineata)".» (PDF). Comunicado Técnico Embrapa Amazônia Oriental. 211: 1–6
- Cortopassi-Laurino, M C; Imperatriz-Fonseca, V L; Roubik, D W;  et al. (2006). «Global meliponiculture: challenges and opportunities». Apidologie. 37 (2): 275–292. doi:10.1051/apido:2006027
- Engels, Wolf (1987). «Pheromones and reproduction in brazilian stingless bees». Memórias do Instituto Oswaldo Cruz (em inglês). 82: 35–45. ISSN 0074-0276. doi:10.1590/S0074-02761987000700009
- Ferreira, E.L.; Lencioni, C.; Benassi, M.T.; Barth, M.O.; Bastos, D.H.M. (30 de julho de 2009). «Descriptive Sensory Analysis and Acceptance of Stingless Bee Honey». Food Science and Technology International (em inglês). 15 (3): 251–258. ISSN 1082-0132. doi:10.1177/1082013209341136
- Fletcher, Mary T.; Hungerford, Natasha L.; Webber, Dennis; Carpinelli de Jesus, Matheus; Zhang, Jiali; Stone, Isobella S. J.; Blanchfield, Joanne T.; Zawawi, Norhasnida (22 de julho de 2020). «Stingless bee honey, a novel source of trehalulose: a biologically active disaccharide with health benefits». Scientific Reports (em inglês). 10 (1). 12128 páginas. Bibcode:2020NatSR..1012128F. ISSN 2045-2322. PMC 7376065. PMID 32699353. doi:10.1038/s41598-020-68940-0
- Fonseca, Antônio Augusto O.; Sodré, Geni da Silva; Carvalho, Carlos Alfredo L. de; Alves, Rogério Marcos de O.; Souza, Bruno de Almeida; Silva, Samira Maria P. C. da; Oliveira, Gabriela Andrade de; Machado, Cerilene S.; Clarton, Lana (2006). «Qualidade do Mel de Abelhas sem Ferrão: uma proposta para boas práticas de fabricação» (PDF). Série Meliponicultura (5). 79 páginas
- Giannini, T. C.; Boff, S.; Cordeiro, G. D.; Cartolano, E. A.; Veiga, A. K.; Imperatriz-Fonseca, V. L.; Saraiva, A. M. (1 de março de 2015). «Crop pollinators in Brazil: a review of reported interactions». Apidologie (em inglês). 46 (2): 209–223. ISSN 1297-9678. doi:10.1007/s13592-014-0316-z
- Grüter, Christoph; Menezes, Cristiano; Imperatriz-Fonseca, Vera L.; Ratnieks, Francis L. W. (24 de janeiro de 2012). «A morphologically specialized soldier caste improves colony defense in a neotropical eusocial bee». Proceedings of the National Academy of Sciences (em inglês). 109 (4): 1182–1186. ISSN 0027-8424. PMC 3268333. PMID 22232688. doi:10.1073/pnas.1113398109
- Grüter, Christoph; Segers, Francisca H. I. D; Menezes, Cristiano; Vollet-Neto, Ayrton; Falcón, Tiago; von Zuben, Lucas; Bitondi, Márcia M. G; Nascimento, Fabio S; Almeida, Eduardo A. B (2017). «Repeated evolution of soldier sub-castes suggests parasitism drives social complexity in stingless bees». Nature Communications. 8 (1). 4 páginas. Bibcode:2017NatCo...8....4G. PMC 5431902. PMID 28232746. doi:10.1038/s41467-016-0012-y
- Heard, Tim A. (1999). «The role of stingless bees in crop pollination». Annual Review of Entomology (em inglês). 44 (1): 183–206. ISSN 0066-4170. PMID 15012371. doi:10.1146/annurev.ento.44.1.183
- Imperatriz-Fonseca, V. L.; Zucchi, R. (1995). «Virgin queens in stingless bee (Apidae, Meliponinae) colonies: a review». Apidologie (em inglês). 26 (3): 231–244. ISSN 0044-8435. doi:10.1051/apido:19950305
- Kajobe, Robert (12 de dezembro de 2006). «Nesting biology of equatorial Afrotropical stingless bees (Apidae; Meliponini) in Bwindi Impenetrable National Park, Uganda». Journal of Apicultural Research (em inglês). 46 (4): 245–255. ISSN 0021-8839. doi:10.1080/00218839.2007.11101403
- <Kent, Robert B. (1984). «Mesoamerican Stingless Beekeeping». Journal of Cultural Geography (em inglês). 4 (2): 14–28. ISSN 0887-3631. doi:10.1080/08873638409478571
- Kerr, W E. (1950). «Genetic determination of castes in the genus Melipona». Genetics. 35 (2): 143–152. PMC 1209477. PMID 17247339. doi:10.1093/genetics/35.2.143
- Koch, H. (2010). «Combining morphology and DNA barcoding resolves the taxonomy of Western Malagasy Liotrigona Moure", 1961». African Invertebrates. 51 (2): 413–421. doi:10.5733/afin.051.0210. Arquivado do original (PDF) em 12 de setembro de 2011
- Mduda, Christopher Alphonce; Hussein, Juma Mahmud; Muruke, Masoud Hadi (1 de dezembro de 2023). «The effects of bee species and vegetation on the antioxidant properties of honeys produced by Afrotropical stingless bees (Hymenoptera, Apidae, Meliponini)». Journal of Agriculture and Food Research. 14. 100736 páginas. ISSN 2666-1543. doi:10.1016/j.jafr.2023.100736
- Mokaya, Hosea O.; Nkoba, Kiatoko; Ndunda, Robert M.; Vereecken, Nicolas J. (1 de janeiro de 2022). «Characterization of honeys produced by sympatric species of Afrotropical stingless bees (Hymenoptera, Meliponini)». Food Chemistry. 366. 130597 páginas. ISSN 0308-8146. PMID 34314935. doi:10.1016/j.foodchem.2021.130597
- Mrema, Ida A.; Nyundo, Bruno A. (29 de fevereiro de 2016). «Pollinators of Allanblackia stuhlmannii (Engl.), Mkani fat an endemic tree in eastern usambara mountains, Tanzania». International Journal of Pure & Applied Bioscience. 4 (1): 61–67. doi:10.18782/2320-7051.2203
- Nogueira, David Silva (2 de agosto de 2023). «Overview of Stingless Bees in Brazil (Hymenoptera: Apidae: Meliponini)». EntomoBrasilis (em inglês). 16: e1041. ISSN 1983-0572. doi:10.12741/ebrasilis.v16.e1041. Consultado em 7 de dezembro de 2023
- Nunes-Silva, Patrícia; Hrncir, Michael; da Silva, Cláudia Inês; Roldão, Yara Sbrolin; Imperatriz-Fonseca, Vera Lucia (1 de setembro de 2013). «Stingless bees, Melipona fasciculata, as efficient pollinators of eggplant (Solanum melongena) in greenhouses». Apidologie (em inglês). 44 (5): 537–546. ISSN 1297-9678. doi:10.1007/s13592-013-0204-y
- Nweze, Justus Amuche; Okafor, J. I.; Nweze, Emeka I.; Nweze, Julius Eyiuche (6 de novembro de 2017). «Evaluation of physicochemical and antioxidant properties of two stingless bee honeys: a comparison with Apis mellifera honey from Nsukka, Nigeria». BMC Research Notes. 10 (1). 566 páginas. ISSN 1756-0500. PMC 5674770. PMID 29110688. doi:10.1186/s13104-017-2884-2
- Ott, Jonathan (1998). «The Delphic bee: Bees and toxic honeys as pointers to psychoactive and other medicinal plants». Economic Botany. 52 (3): 260–266. doi:10.1007/BF02862143
- Putra, Dewirman Prima; Dahelmi; Salmah, Siti; Swasti, Etti (2017). «Daily Flight Activity of Trigona laeviceps and T. minangkabau in Red Pepper (Capsicum annuum L.) Plantations in Low and High Lands of West Sumatra». International Journal of Applied Environmental Sciences (em inglês). 12 (8): 1497–1507. ISSN 0973-6077
- Ramalho, Mauro (2004). «Stingless bees and mass flowering trees in the canopy of Atlantic Forest: a tight relationship». Acta Botanica Brasilica (em inglês). 18: 37–47. ISSN 0102-3306. doi:10.1590/S0102-33062004000100005
- Rasmussen, Claus (10 de maio de 2013). «Stingless bees (Hymenoptera: Apidae: Meliponini) of the Indian subcontinent: Diversity, taxonomy and current status of knowledge». Zootaxa. 3647 (3): 401–428. ISSN 1175-5334. PMID 26295116. doi:10.11646/zootaxa.3647.3.1
- Rasmussen, Claus; Cameron, Sydney A. (18 de dezembro de 2009). «Global stingless bee phylogeny supports ancient divergence, vicariance, and long distance dispersal: STINGLESS BEE PHYLOGENY». Biological Journal of the Linnean Society (em inglês). 99 (1): 206–232. doi:10.1111/j.1095-8312.2009.01341.x
- Rasmussen, Claus; Thomas, Jennifer C; Engel, Michael S (2017). «A New Genus of Eastern Hemisphere Stingless Bees (Hymenoptera: Apidae), with a Key to the Supraspecific Groups of Indomalayan and Australasian Meliponini» (PDF). American Museum Novitates (3888): 1–33. doi:10.1206/3888.1. hdl:2246/6817
- Ribeiro, M F. (2002). «Does the queen of Plebeia remota ( Hymenoptera , Apidae , Meliponini ) stimulate her workers to start brood cell construction after winter?». Insectes Sociaux. 49: 38–40. doi:10.1007/s00040-002-8276-0
- Rodríguez-Malaver, Antonio J.; Rasmussen, Claus; Gutiérrez, María G.; Gil, Florimar; Nieves, Beatriz; Vit, Patricia (1 de setembro de 2009). «Properties of Honey from Ten species of Peruvian Stingless Bees». Natural Product Communications (em inglês). 4 (9): 1934578X0900400. ISSN 1934-578X. doi:10.1177/1934578X0900400913
- Roubik, David W. (23 de janeiro de 2023). «Stingless Bee (Apidae: Apinae: Meliponini) Ecology». Annual Review of Entomology (em inglês). 68 (1): 231–256. ISSN 0066-4170. PMID 36198402. doi:10.1146/annurev-ento-120120-103938
- Roubik, D. W; Smith, B. H; Carlson, R. G (1987). «Formic acid in caustic cephalic secretions of stingless bee, Oxytrigona (Hymenoptera: Apidae)». Journal of Chemical Ecology. 13 (5): 1079–86. Bibcode:1987JCEco..13.1079R. PMID 24302133. doi:10.1007/BF01020539
- Roubik, D W. (2006). «Stingless bee nesting biology». Apidologie. 37 (2): 124–143. doi:10.1051/apido:2006026
- Sarchet, Penny (14 de novembro de 2014). «Zoologger: Stingless suicidal bees bite until they die». New Scientist (em inglês). Consultado em 24 de janeiro de 2020
- Slaa, Ester Judith; Chaves, Luis Alejandro Sánchez; Malagodi-Braga, Katia Sampaio; Hofstede, Frouke Elisabeth (1 de março de 2006). «Stingless bees in applied pollination: practice and perspectives». Apidologie (em inglês). 37 (2): 293–315. ISSN 0044-8435. doi:10.1051/apido:2006022
- Sousa, Janaína Maria Batista de; Souza, Evandro Leite de; Marques, Gilmardes; Benassi, Marta de Toledo; Gullón, Beatriz; Pintado, Maria Manuela; Magnani, Marciane (1 de janeiro de 2016). «Sugar profile, physicochemical and sensory aspects of monofloral honeys produced by different stingless bee species in Brazilian semi-arid region». LWT - Food Science and Technology. 65: 645–651. ISSN 0023-6438. doi:10.1016/j.lwt.2015.08.058
- Souza, R C S; Yuyama, L K O; Aguiar, J P L; Oliveira, F P M. (2004). «Valor nutricional do mel e pólen de abelhas sem ferrão da região amazônica». Acta Amazonica. 34 (2): 333–336. doi:10.1590/s0044-59672004000200021
- Venturieri, G C; Raiol, V F O; Pareira, C A B (2003). «Avaliação da introfução da criação racional de Melipona fasciculata (Apidae: Meliponina), entre os agricultores familiares de Bragança - PA, Brasil». Biota Neotropica. 3 (2): 1–7. doi:10.1590/s1676-06032003000200003
- Viana, Blandina Felipe; Coutinho, Jeferson Gabriel da Encarnação; Garibaldi, Lucas Alejandro; Castagnino, Guido Laercio Bragança; Gramacho, Kátia Peres; Silva, Fabiana Oliveira (9 de outubro de 2014). «Stingless bees further improve apple pollination and production». Journal of Pollination Ecology (em inglês). 14: 261–269. ISSN 1920-7603. doi:10.26786/1920-7603(2014)26
- Villanueva, Rogel;  et al. (2005). «Extinction of Melipona beecheii and traditional beekeeping in the Yucatán peninsula». Bee World. 86 (2): 35–41. doi:10.1080/0005772X.2005.11099651
- Wenseleers, T.; Ratnieks, F. L. W.; Ribeiro, M. D. F.; Alves, D. D. A.; Imperatriz-Fonseca, V. L. (Junho de 2005). «Working-class royalty: Bees beat the caste system». Biology Letters. 1 (2): 125–128. PMC 1626201. PMID 17148145. doi:10.1098/rsbl.2004.0281
- Witter, Sidia; Blochtein, Betina; Santos, Camila dos (Agosto de 2007). «Abelhas sem ferrão do Rio Grande do Sul: manejo e conservação» (PDF). Boletim FEPAGRO (15)
- Zulkhairi Amin, Fatin Aina; Sabri, Suriana; Mohammad, Salma Malihah; Ismail, Maznah; Chan, Kim Wei; Ismail, Norsharina; Norhaizan, Mohd Esa; Zawawi, Norhasnida (26 de dezembro de 2018). «Therapeutic Properties of Stingless Bee Honey in Comparison with European Bee Honey». Advances in Pharmacological and Pharmaceutical Sciences (em inglês). 2018: e6179596. ISSN 2633-4682. PMC 6327266. PMID 30687402. doi:10.1155/2018/6179596

### Livros
- Grüter, Christoph (2020). Stingless Bees: Their Behaviour, Ecology and Evolution. Col: Fascinating Life Sciences (em inglês). Cham: Springer International Publishing. ISBN 978-3-030-60089-1. doi:10.1007/978-3-030-60090-7
- Jalil, Abu Hassan (2014). Beescape for Meliponines: Conservation of Indo-Malayan Stingless Bees (em árabe). [S.l.]: Partridge Publishing Singapore. ISBN 978-1-4828-2362-2
- Michener, Charles D. (2000). The Bees of the World. Baltimore, Md.: Johns Hopkins Univ. Press. ISBN 978-0-8018-6133-8
- Roubik, David W. (1989). Ecology and natural history of tropical bees. Col: Cambridge tropical biology series. Cambridge: Cambridge Univ. Pr. ISBN 978-0-521-26236-1
- Silveira, Fernando A.; Melo, Gabriel A. R.; Almeida, Eduardo A. B. (2002). Abelhas brasileiras: sistemática e identificação 1st ed. Belo Horizonte: Silveira. ISBN 978-85-903034-1-1
- Venturieri, G C. (2004). «Meliponicultura: Criação de Abelhas Indígenas Sem Ferrão» (PDF). Comunicado Técnico Embrapa Amazônia Oriental. 118: 1–4
- Villas-Bôas, Jerônimo (2018). Manual Tecnológico de Aproveitamento Integral dos Produtos das Abelhas Nativas sem Ferrão. Brasília: Instituto Sociedade, População e Natureza (ISPN), v. 2.
- Vit, Patricia; Pedro, Silvia R. M.; Roubik, David W. (5 de março de 2018). Pot-Pollen in Stingless Bee Melittology (em inglês). [S.l.]: Springer. ISBN 978-3-319-61839-5